# Проектируемый проезд (Москва)

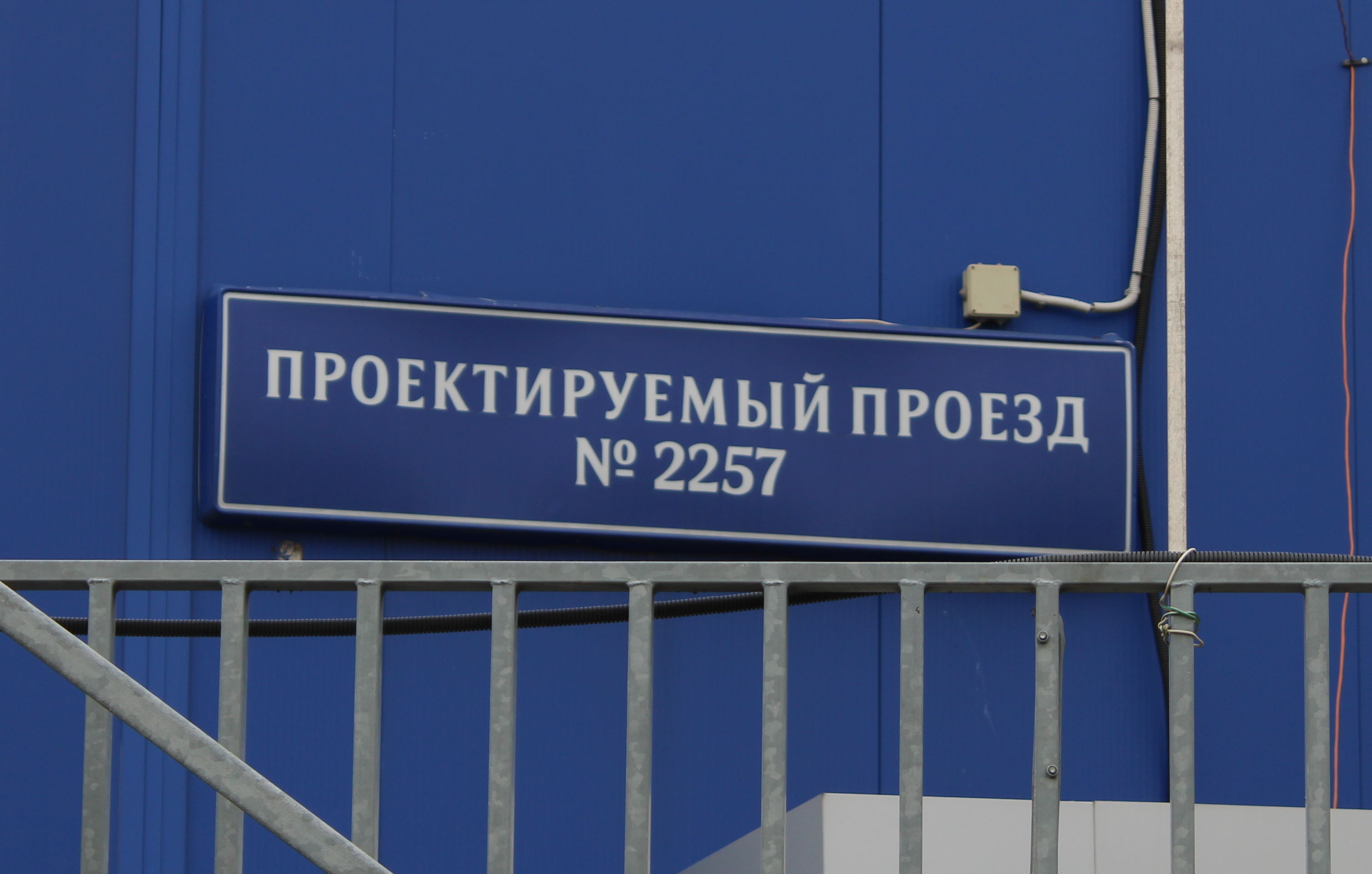
Адресная табличка проектируемого проезда № 2257; адрес здания — Алтуфьевское шоссе, 31, корпус 1

Проекти́руемый прое́зд (также: проекти́руемый прое́зд № ЧБ, где Ч — число от 1 до 9999, Б — буквы, присутствующие иногда) — участок улично-дорожной сети города или посёлка, не получивший полноценного названия. В Москве это один из официальных типов улиц.

## Общие данные
В Москве несколько сотен проектируемых проездов. Точное их количество неизвестно, так как разные источники дают разные списки проездов. Так, официальный классификатор «Общемосковский классификатор улиц Москвы» (ОМК 001—2013), опубликованный на портале открытых данных Правительства Москвы, содержит только 15 проектируемых проездов (всего в версии от 28.12.2020 указано 5277 улиц), Яндекс-карты — более 550 (неполный список по состоянию на 28.07.2023, такие объекты периодически как добавляются, так и исчезают в связи с присвоением постоянных названий), но среди них большинство проездов не представлено в общегородском классификаторе. Несколько большее, по сравнению с общегородским классификатором, количество проектируемых проездов приведено в Классификаторе адресов Российской Федерации (КЛАДР), который получает актуальные данные Государственного реестра адресов ФНС России.
Большинство проектируемых проездов — малозначительные, чаще всего тупиковые, дорожки, часто расположенные в промзонах. Зачастую авторы карт и атласов Москвы самостоятельно дают названия проектируемым проездам, хотя подобные названия и не становятся официальными.

Проектируемые проезды возникают при создании новых объектов улично-дорожной сети (в основном — при прокладке новых дорог), каждому такому объекту сразу же присваивается свободный уникальный номер, который состоит из одной — четырёх цифр (например, «45», «5112»), иногда дополненных буквой (например, «444А», «1282Б»; обозначения проектируемых проездов вида «42/94», «42-94» или «42 94» — с дробью, дефисом или пробелом между цифрами — являются ошибочными). Проектируемые проезды без номера могут возникнуть только в тех населённых пунктах, где раньше не было ни одного такого объекта (во всех остальных случаях указание «проектируемый проезд», не сопровождаемое номером этого объекта, является неточным или ошибочным). По мере застройки районов с проектируемыми проездами и сдачи в эксплуатацию жилых домов большинство таких объектов получают постоянные названия, которые присваиваются администрацией населённого пункта по представлению топонимической комиссии (комиссии по присвоению наименований) и, как правило, с учётом пожеланий жителей.

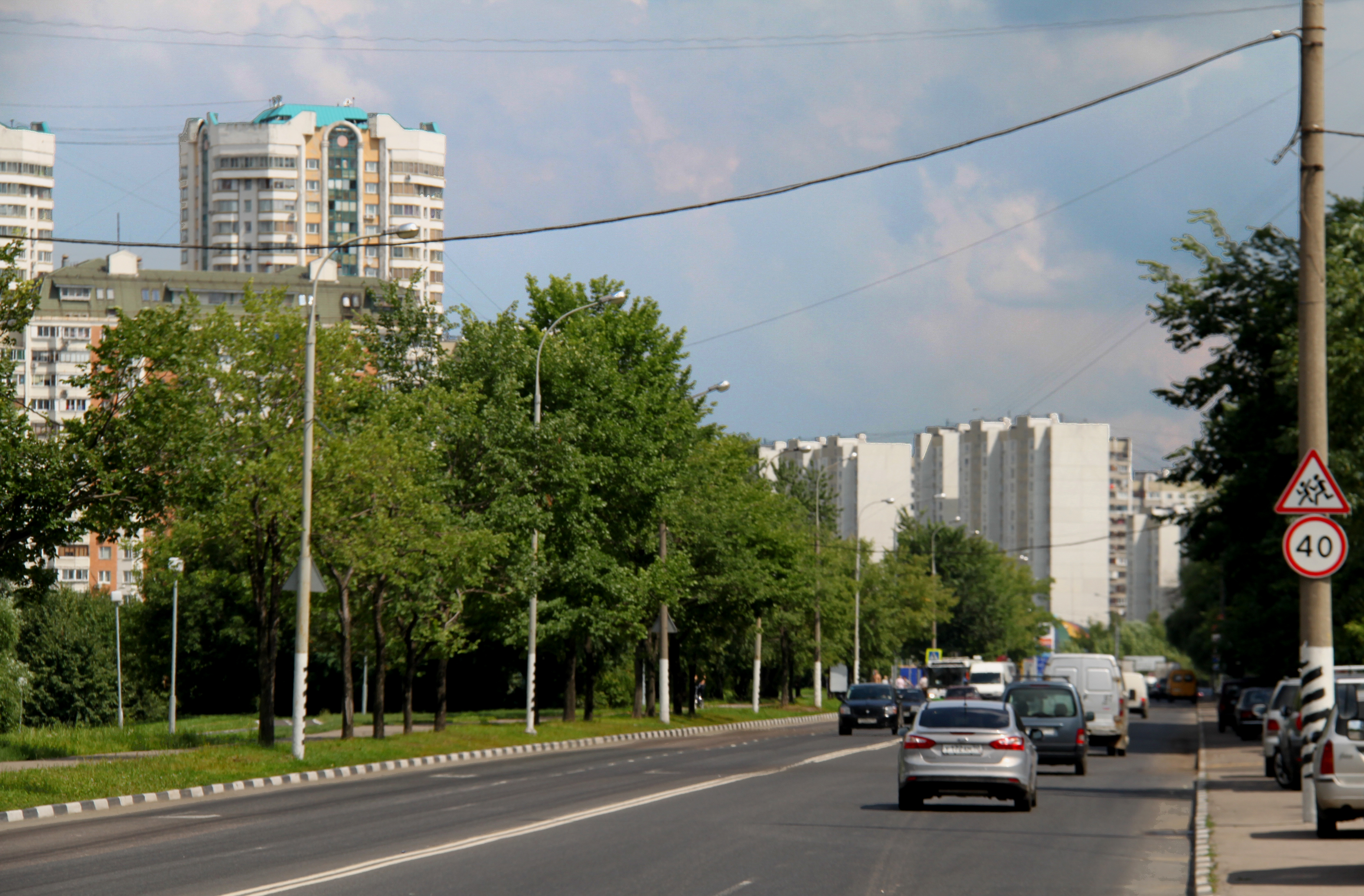
Бывший проектируемый проезд № 5302 в Зябликове, ныне часть улицы Мусы Джалиля

По проектируемым проездам редко адресуются здания и сооружения и почти никогда — жилые дома. Исключение составляют:
- Проектируемый проезд № 1980, по которому адресуются жилые дома номер 3, 5 и несколько корпусов дома 7 (фактически нежилые здания и сооружения, имеющие номер дома 2 (с корпусами и строениями), выходят на Малую Очаковскую улицу (до 2013 года — Проектируемый проезд № 5231[4]), а указанные жилые дома — на участок проезда, присоединённый в 2018 году к Никулинской улице[5]).
- Бывший Проектируемый проезд № 5489, по которому числился целый квартал жилых домов ещё до переименования его в улицу Полины Осипенко.

Кроме Москвы, «номерные» проектируемые проезды есть в подмосковных Химках, Мытищах, Балашихе, Реутове, Люберцах, Видном и посёлке Развилка Ленинского района Московской области. По Москве и Московской области нумерация проектируемых проездов сквозная (если в подмосковном населённом пункте только один проектируемый проезд, то он либо без номера, либо с «московским» номером; подмосковные проектируемые проезды с «московскими» номерами приведены в одной таблице с «полностью московскими» проектируемыми проездами). По данным КЛАДР, по состоянию на 30.11.2020 в Москве насчитывалось 26 проектируемых проездов, которым ещё не присвоили постоянных названий, по подмосковным населённым пунктам:

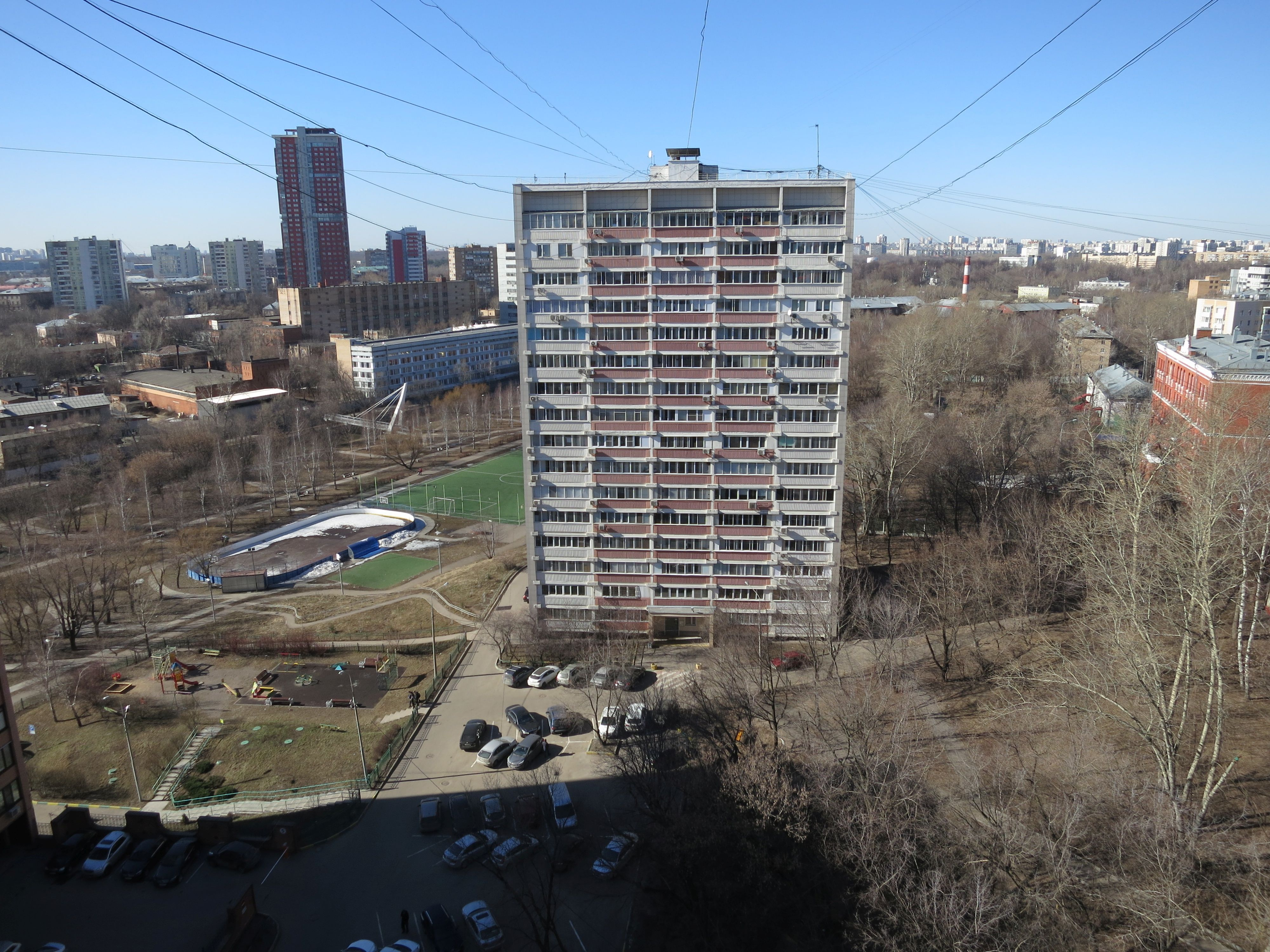
Проектируемый проезд № 690 в Останкинском районе

- Проектируемый проезд № 690 в Останкинском районев Люберцах — 2 (один с «московским» номером, второй без номера)[7], в список внесено ещё 3 существующих «номерных» проектируемых проезда, показанных на Яндекс. Картах;
- в Мытищах — 1 (с «московским» номером)[8], в список внесён ещё один существующий «номерной» проезд, показанный на Яндекс. Картах, хотя и не имеющий слова «Проектируемый» в названии;
- в Видном — 3 (все в Северной промзоне, с «московскими» номерами)[9], внесены в список;
- в посёлке Развилка — 2 (оба с «московскими» номерами)[10], в список внесено ещё 7 существующих «номерных» проектируемых проездов, показанных на Яндекс. Картах;
- в Балашихе — 1 (без номера, в микрорайоне Кучино)[11], в список внесено ещё 3 существующих проектируемых проезда (два «номерных» и один без номера), показанных на Яндекс. Картах;
- в Раменском — 1 (без номера, на территории ДНТ «Долина озёр»)[12], в список внесён другой существующий проектируемый проезд без номера, показанный на Яндекс. Картах;
- в Звенигороде — 1 (без номера)[13], внесён в список.

Проектируемый проезд с «московским» номером, не указанный в КЛАДР, есть в Химках (внесён в список).
Ранее один проектируемый проезд с «московским» номером был ещё в подмосковном городе Бронницы.
В Зеленограде также есть «номерные» проезды (№ 3, 474, 673, …, 6537 и т. п., в версии общегородского классификатора ОМК 001—2013 от 28.12.2020 указано 11 таких проездов), но в их официальных названиях нет слова «проектируемый», поэтому такие проезды здесь не показаны.

## Список проектируемых проездов Москвы
Сортировка проведена по порядковым номерам проектируемых проездов (по возрастанию). Проектируемые проезды, получившие постоянные наименования ранее 1990-х годов, в таблицах не приводятся. В графе «Примечания» указана примерная длина каждого существующего проектируемого проезда, перечислены классификаторы, в которых указаны рассматриваемые объекты, даны сведения о том, обслуживается ли объект наземным городским пассажирским транспортом (НГПТ): автобусом, электробусом, троллейбусом, трамваем или маршрутным такси. Проектируемые проезды, получившие постоянные названия или присоединённые к другим объектам улично-дорожной сети (УДС) начиная с 1990-х годов, приведены во второй таблице, где после исходного названия указано постоянное (или название объекта УДС, к которому данный проектируемый проезд присоединён полностью или частично), а в графе «Примечания» даны сведения о годе и основании переименования (там, где это удалось выяснить). В конце первой таблицы временно приведены проектируемые проезды без номеров, которые расположены в населённых пунктах Московской области (если их окажется значительно больше, чем указано в КЛАДР, создадим статью «Проектируемые проезды (Московская область)»). По состоянию на 08.01.2021, в перечне существующих «номерных» проектируемых проездов Москвы и Подмосковья около 180 объектов, в перечне переименованных и присоединённых «номерных» проектируемых проездов — более 220 объектов, из них более чем у 20 объектов предположительно существуют «неприсоединённые (непереименованные) остатки».

### Существующие
| Наименование улицы                                                     | Положение | Дата именования                          | Прежние наименования        | Район Москвы                                          | Код по УМК ОМ, ссылка на справочник улиц Москвы    | Примечания |
| ---------------------------------------------------------------------- | --- | ---------------------------------------- | --------------------------- | ----------------------------------------------------- | -------------------------------------------------- | --- |
| Проектируемый проезд № 1                                               | Между Проектируемым проездом № 5427 и Складочной улицей |                                          |                             | Бутырский                                             |                                                    | Строящийся |
| Проектируемый проезд № 2                                               | По одной версии — между Волоколамским шоссе и проектируемым проездом № 5219, по другой версии — между Складочной улицей и Проектируемым проездом № 767, рядом с улицей Добролюбова и ж/д путями Рижского направления |                                          |                             | Покровское-Стрешнёво либо Бутырский, Марьина Роща     |                                                    | В первом случае длина около 700 м, во втором — около 250 м; строящийся. Во втором источнике упомянут в тексте между рис. 20 и рис. 21 и показан на схеме (рис. 21) |
| Проектируемый проезд № 35                                              | От улицы Адмирала Корнилова к главному входу Центральной территории Хованского кладбища |                                          |                             | Сосенское (ТиНАО)                                     |                                                    | Показан на Яндекс. Картах; обслуживается НГПТ; длина около 300 м |
| Проектируемый проезд № 41                                              | Между 1-м Лермонтовским проездом (МО, г. Люберцы) и Проектируемым проездом № 718 (г. Москва) |                                          |                             | Выхино-Жулебино (Москва), Люберцы (Московская обл.)   |                                                    | Показан на Яндекс. Картах; длина около 200 м |
| Проектируемый проезд № 45                                              | Между Красковской и Покровской улицами, к востоку от Косинского шоссе (между бывшей деревней Кожухово и бывшими Люберецкими полями фильтрации), к востоку от МКАД, в районе ст. м. «Лухмановская» Некрасовской линии) |                                          |                             | Косино-Ухтомский                                      |                                                    | До 2013 года на картах так обозначался весь строящийся проезд от Новоухтомского шоссе в сторону бывших Люберецких полей фильтрации (параллельно московской Каскадной улице и люберецкой улице 8 Марта). На основании постановления Правительства Москвы от 15.04.2013 № 235-ПП участок Северо-Восточной хорды (СВХ) от МКАД до Лухмановской улицы получил наименование Косинское шоссе, эстакада СВХ в районе МКАД и Новоухтомского шоссе была названа Косинской эстакадой. Современное состояние объекта показано на Яндекс. Картах. Обслуживается НГПТ; длина около 1,3 км |
| Проектируемый проезд № 57                                              | Между 2-м Грайвороновским проездом и примыканием Проектируемого проезда № 770 к Грайвороновской улице, в створе западной части Волжского бульвара (к востоку от квартала 90А Грайворонова) |                                          |                             | Текстильщики                                          |                                                    | Показан на Яндекс. Картах; длина около 600 м |
| Проектируемый проезд № 64                                              | Между Большой Семёновской и улицей Измайловский Вал, продолжение Щербаковской улицы по другую сторону Семёновской площади |                                          |                             | Соколиная Гора                                        |                                                    | Показан на Яндекс. Картах; длина около 450 м |
| Проектируемый проезд № 68                                              | Между 1-м Дачно-Мещерским проездом и 49-м км МКАД (с внешней стороны), возле ж/д пл. «Мещерская» Киевского направления |                                          |                             | Солнцево                                              |                                                    | Показан на Яндекс. Картах; длина около 250 м, обслуживается НГПТ |
| Проектируемый проезд № 80                                              | Между Тестовской улицей и строящимся продолжением Пресненской набережной (Проектируемым проездом № 758), возле Дорогомиловского моста |                                          |                             | Пресненский                                           |                                                    | Показан на Яндекс. Картах, длина около 100 м |
| Проектируемый проезд № 83                                              | Между 2-й Вольской улицей и примыканием Проектируемого проезда № 4296 (Москва) и Транспортной улицы (МО, г. Люберцы; по части улицы проходит административная граница Люберец и Москвы); судя по Яндекс. Картам, в южной части разветвляется на два «рукава»: к северу и востоку от стоянки ГКУ «АМПП» — основной ход, в западу — более узкий дублёр; по другой версии, «дублёр» называется Проектируемый проезд № 6396                                                                                      |                                          |                             | Некрасовка                                            |                                                    | Показан на Яндекс. Картах, длина около 1,2 км, является восточной границей жилой застройки района, обслуживается НГПТ; судя по второму из указанных источников, часть Проектируемого проезда № 4296 вошла в состав Транспортной улицы г. Люберцы |
| Проектируемый проезд № 84                                              | По одной версии — между Некрасовской улицей и Проектируемым проездом № 91, в ЮВАО, на основании постановления Правительства Москвы № 875-ПП от 24.12.2013 за счёт данного проектируемого проезда Некрасовская улица была продлена до 1-й Вольской улицы, судьба оставшихся примерно 80 м дороги к югу от поворота современной Некрасовской улицы не выяснена; по другой версии — между улицей Адмирала Корнилова и Подмосковной улицей, в районе Центральной территории Хованского кладбища («Новая Москва») |                                          |                             | Некрасовка или Сосенское (ТиНАО)                      |                                                    | Показан на Яндекс. Картах и как находящийся в Некрасовке (ЮВАО), и как находящийся в районе Хованского кладбища (западнее улицы Адмирала Корнилова), по поиску по названию с уточнением «Москва» выдаётся первый вариант; на картах 2GIS «некрасовский» проезд и его «южный сосед № 91» не подписаны; в источнике не подписан «хованский» проезд (его длина около 400 м) — требуется уточнение по нормативным правовым актам Москвы (аналогично — с двумя Подмосковными улицами в Москве, в СЗАО и ТиНАО)                                                                    |
| Проектируемый проезд № 86                                              | Между улицей 1812 года и примыканием Проектируемых проездов № 1033 и № 1824, вдоль открытого участка Филёвской линии метро |                                          |                             | Дорогомилово                                          |                                                    | Строящийся; показан на Яндекс. Картах; длина около 500 м; подробно описан и изображён в постановлении Правительства Москвы № 274-ПП от 27.03.2019 наряду с Проектируемыми проездами № 125, 1033, 1527, 1672, 2017, 2123 |
| Проектируемый проезд № 91                                              | Между Проектируемым проездом № 84 и застройкой к западу от Проектируемого проезда № 83 |                                          |                             | Некрасовка                                            |                                                    | Показан на Яндекс. Картах и на портале «Наш город»; длина около 450 м; по другой версии, восточная оконечность дороги длиной 50 — 150 м называется Проектируемый проезд № 6396 и проектировалась с выходом на Проектируемый проезд № 83 и (или) на люберецкую Транспортную улицу |
| Проектируемый проезд № 105                                             | К северо-западу от Каширского шоссе, в промзоне между стадионом «Динамо-2» и ж/д пл. «Москворечье» Курского направления (в районе домов 45, 47 по Каширскому шоссе) |                                          |                             | Москворечье-Сабурово                                  |                                                    | Из указанного источника (текста постановления Правительства Москвы № 646-ПП от 11.11.2014 без приложений) определить местоположение объекта более точно не удалось |
| Проектируемый проезд № 106                                             | К северо-западу от Каширского шоссе, в промзоне между стадионом «Динамо-2» и ж/д пл. «Москворечье» Курского направления (в районе домов 45, 47 по Каширскому шоссе) |                                          |                             | Москворечье-Сабурово                                  |                                                    | Предположительно, восточнее Проектируемого проезда № 105; из указанного источника определить местоположение объекта более точно не удалось |
| Проектируемый проезд № 122                                             | От 2-й Мелитопольской улицы на северо-восток, к дому 206б по Варшавскому шоссе |                                          |                             | Южное Бутово                                          |                                                    | Показан на Яндекс. Картах, длина около 150 м |
| Проектируемый проезд № 125                                             | Между Новозаводской улицей и Проектируемым проездом № 2123 (строящимся), в створе Багратионовского проезда, возле ст. м. «Фили» |                                          |                             | Филёвский Парк                                        |                                                    | Показан на Яндекс. Картах только до Заречной улицы, строящийся, полная длина около 350 м; подробно описан и изображён в постановлении Правительства Москвы № 274-ПП от 27.03.2019 наряду с Проектируемыми проездами № 86, 1033, 1527, 1672, 2017, 2123 |
| Проектируемый проезд № 128                                             | Между Ярославской и 3-й Мытищинской улицами |                                          |                             | Алексеевский                                          |                                                    | Строящийся, описан в постановлении Правительства Москвы от 03.09.2018 № 1028-ПП |
| Проектируемый проезд № 130                                             | К востоку от Варшавского шоссе, в районе домов 143 |                                          |                             | Чертаново Южное                                       |                                                    | Предполагается соединить с Проектируемым проездом № 4579 и довести до улицы Газопровод |
| Проектируемый проезд № 133                                             | Между примыканием Институтского проезда к повороту улицы Адмирала Корнилова и дорогой к площади Мосрентген (улицей Мосрентген?), частично — вдоль восточной границы Северной территории Хованского кладбища |                                          |                             | Мосрентген (ТиНАО)                                    |                                                    | Показан на Яндекс. Картах, длина около 1,6 км, обслуживается НГПТ |
| Проектируемый проезд № 134                                             | Между Проектируемым проездом № 133 и улицей Адмирала Корнилова, в створе Проектируемого проезда № 139 (Музыкальной улицы?), частично — вдоль северной границы Северной территории Хованского кладбища |                                          |                             | Мосрентген (ТиНАО)                                    |                                                    | Показан на Яндекс. Картах, длина более 1,1 км, обслуживается НГПТ |
| Проектируемый проезд № 139                                             | Между Проектируемым проездом № 133 и дорогой в посёлок Мосрентген (улицей Мосрентген?), в створе Проектируемого проезда № 134 |                                          |                             | Мосрентген (ТиНАО)                                    |                                                    | Показан на Яндекс. Картах, длина около 1 км, обслуживается НГПТ |
| Проектируемый проезд № 142                                             | К югу от ст. МЦК «Ростокино» |                                          |                             | Ростокино                                             |                                                    | Строящийся, для организации транспортного сообщения ст. МЦК с одноимённым районом |
| Проектируемый проезд № 159                                             | От Волковского шоссе в северном направлении, в сторону грузовой ж/д ветки на ТЭЦ № 27, в промзоне |                                          |                             | МО, г. Мытищи                                         |                                                    | Показан на Яндекс. Картах без слова «Проектируемый» в названии, длина около 600 м |
| Проектируемый проезд № 183                                             | Между Коломенской улицей и Коломенской набережной |                                          |                             | Нагатинский Затон                                     |                                                    | Показан на Яндекс. Картах, длина около 400 м |
| Проектируемый проезд № 185                                             | С запада и с востока примыкает к южной оконечности Проектируемого проезда № 188, западнее Варшавского шоссе (в районе автобусной остановки «Варшавское шоссе, дом 261») |                                          |                             | Южное Бутово                                          |                                                    | Показан на Яндекс. Картах, длина около 300 м |
| Проектируемый проезд № 188                                             | От Варшавского шоссе в юго-западном направлении, в промзоне «Бутово» (в районе автобусной остановки «Варшавское шоссе, дом 261») |                                          |                             | Южное Бутово                                          |                                                    | Показан на Яндекс. Картах, общая длина около 1 км, южная часть строится; на участке между Проектируемым проездом № 185 и Проектируемым проездом № 189 предположительно нет сквозного проезда |
| Проектируемый проезд № 189                                             | От Варшавского шоссе в западном направлении, в промзоне «Бутово» (в районе автобусной остановки «Варшавское шоссе, дом 261»), в сторону строящегося южного участка Проектируемого проезда № 188 |                                          |                             | Южное Бутово                                          |                                                    | Показан на Яндекс. Картах, длина около 500 м |
| Проектируемый проезд № 190                                             | Между Средней и Большой Калитниковскими улицами, в створе Малого Калитниковского проезда |                                          |                             | Таганский                                             |                                                    | Показан на Яндекс. Картах, длина около 150 м |
| Проектируемый проезд № 191                                             | От Варшавского шоссе в западном направлении, в промзоне «Бутово» |                                          |                             | Южное Бутово                                          |                                                    | Показан в 2GIS |
| Проектируемый проезд № 210                                             | Между Коровинским шоссе и Ижорской улицей, в створе Ижорского проезда |                                          |                             | Западное Дегунино                                     | 21932; код КЛАДР по ОМК 001—2013 77000000000431200 | Указан в КЛАДР, ОМК УМ; показан на Яндекс. Картах, общая длина менее 400 м; состоит из двух частей, между которыми нет сквозного проезда |
| Проектируемый проезд № 219                                             | От шоссе Фрезер в восточном направлении, почти в створе 5-й Кабельной улицы |                                          |                             | Нижегородский                                         |                                                    | Показан на Яндекс. Картах, длина около 300 м, тупиковый |
| Проектируемый проезд № 220                                             | От Андроновского шоссе в северо-западном направлении, к а/м мосту через реку Нищенку |                                          |                             | Лефортово                                             |                                                    | Показан на Яндекс. Картах, длина около 200 м, тупиковый, пересекает трассу ЮВХ |
| Проектируемый проезд № 251                                             | В северной промзоне Видного, от Проектируемого проезда № 253 на восток-северо-восток, в сторону грузовой ж/д ветки «Бирюлёво — Видное» |                                          |                             | МО, г. Видное                                         |                                                    | Указан в КЛАДР, показан на Яндекс. Картах, длина около 400 м |
| Проектируемый проезд № 252                                             | Между примыканием 15-й, 16-й Парковой улиц и Большого Купавенского проезда, в створе Измайловского проспекта, по границе Измайловского парка |                                          |                             | Восточное Измайлово                                   |                                                    | Показан на Яндекс. Картах, длина около 300 м; на некоторых картах показан как продолжение Измайловского проспекта |
| Проектируемый проезд № 253                                             | В северной промзоне Видного, между Проектируемым проездом № 251 и Проектируемым проездом № 5208 |                                          |                             | МО, г. Видное                                         |                                                    | Указан в КЛАДР, показан на Яндекс. Картах, длина около 500 м |
| Проектируемый проезд № 257                                             | Между Проектируемыми проездами № 259 и № 262, вдоль ж/д путей Павелецкого направления, южнее ж/д ст. «Чертаново» |                                          |                             | Чертаново Центральное                                 |                                                    | Показан на Яндекс. Картах, длина около 500 м |
| Проектируемый проезд № 259                                             | Между Дорожной улицей в створе 1-го Дорожного проезда и Проектируемым проездом № 257 |                                          |                             | Чертаново Центральное                                 |                                                    | Показан на Яндекс. Картах, длина около 350 м, строящийся |
| Проектируемый проезд № 261                                             | От примыкания юго-восточной (изолированной) части 1-го Дорожного проезда к Дорожной улице в восточном направлении, параллельно Проектируемому проезду № 259, в сторону ж/д путей Павелецкого направления, южнее ж/д ст. «Чертаново» |                                          |                             | Чертаново Центральное                                 |                                                    | Показан на Яндекс. Картах, длина около 350 м, обслуживается маршрутным такси |
| Проектируемый проезд № 262                                             | Между Дорожной улицей в створе Днепропетровского проезда и Проектируемым проездом № 257 |                                          |                             | Чертаново Центральное, Чертаново Северное             |                                                    | Показан на Яндекс. Картах, длина около 350 м |
| Проектируемый проезд № 263                                             | От Комсомольского проспекта (МО, г. Люберцы) в районе эстакады в юго-восточном направлении до административной границы Москвы и Люберец, параллельно Назаровской и Наташинской улицам (МО, г. Люберцы) |                                          |                             | МО, г. Люберцы                                        |                                                    | В люберецком микрорайоне Красная Горка, длина не более 900 м, вдоль бывшей грузовой ж/д ветки |
| Проектируемый проезд № 265                                             | Между примыканием Покровской улицы (Москва) и Проектируемого проезда № 45 в створе Проектируемого проезда № 598 до Проектируемого проезда № 597 (будущей а/д развязки с СВХ) и далее в северном направлении до Пехорской улицы (юго-западная оконечность бывшей деревни Руднёво) |                                          |                             | Косино-Ухтомский, Некрасовка                          |                                                    | Длина около 2,2 км, в южной части будет обслуживаться НГПТ; на Яндекс. Картах участок между примыканием Покровской улицы и Проектируемого проезда № 598 и улицей Вертолётчиков ошибочно подписан как Проектируемый проезд № 625, а участок к северу от электродепо «Руднёво» не подписан; на картах 2GIS и OpenStreetMap к корректно показанной южной части ошибочно присоединена построенная часть Проектируемого проезда № 597; по проезду числятся электродепо и муниципальный приют «Кожухово» для бездомных собак и кошек                                               |
| Проектируемый проезд № 273                                             | Между 3-м проездом Подбельского и надземным пешеходным переходом через МЦК в сторону Пермской улицы |                                          |                             | Богородское                                           |                                                    | Показан на Яндекс. Картах, длина менее 100 м |
| Проектируемый проезд № 279                                             | В районе восточной части Оранжерейной улицы, между ней и Салтыковской улицей (уточнить местоположение пока не удалось) |                                          |                             | Косино-Ухтомский                                      |                                                    | Упомянут на официальном портале «Наш город», утратившее силу постановление Правительства Москвы от 28.07.2006 № 1177-РП предполагало строительство там муниципального пансионата для ветеранов труда |
| Проектируемый проезд № 287А                                            | Между Пехорской улицей и Проектируемым проездом № 265 |                                          |                             | Косино-Ухтомский, Некрасовка                          |                                                    | Показан на Яндекс. Картах |
| Проектируемый проезд № 304                                             | От Внуковского шоссе до кругового пересечения с Боровским шоссе, далее как продолжение Центральной улицы (Внуково) |                                          |                             | Внуково (НАО)                                         |                                                    | Показан на Яндекс. Картах |
| Проектируемый проезд № 306                                             | От Окской улицы до 2-го Вязовского проезда |                                          |                             | Рязанский                                             |                                                    | Показан на Яндекс. Картах |
| Проектируемый проезд № 313                                             | Между Варшавским (Москва) и Расторгуевским шоссе (МО, Ленинский ГО) |                                          |                             | Южное Бутово (Москва), Ленинский ГО (Московская обл.) |                                                    | Описан и показан на схемах в постановлении Правительства Москвы от 29.12.2016 № 967-ПП |
| Проектируемый проезд № 359                                             | Между Изюмской (в районе дома 36) и Краснолиманской улицами |                                          |                             | Южное Бутово                                          |                                                    | Показан на Яндекс. Картах, длина около 300 м |
| Проектируемый проезд № 382                                             | Между Ташкентской и улицей Чурилихой, параллельно Волгоградскому проспекту |                                          |                             | Выхино-Жулебино                                       |                                                    | Показан на Яндекс. Картах, длина около 300 м, обслуживается НГПТ |
| Проектируемый проезд № 389                                             | От пересечения улицы Корнея Чуковского и Боровского шоссе до Киевского шоссе |                                          |                             | Московский (ТиНАО)                                    |                                                    | Показан на Яндекс. Картах |
| Проектируемый проезд № 395                                             | Участок МСД вдоль Шоссейной улицы |                                          |                             | Печатники                                             |                                                    | Показан на Яндекс. Картах |
| Проектируемый проезд № 398                                             | Небольшой отрезок у дома 1к1 по Плотинной улице |                                          |                             | Внуково (НАО)                                         |                                                    | Показан на Яндекс. Картах |
| Проектируемый проезд № 422                                             | От проспекта Ветеранов до Краснобогатырской улицы. | Открыт 22 ноября 2022 года.              |                             | Богородское, Сокольники                               |                                                    | Пересекает по мосту реку Яузу. |
| Проектируемый проезд № 435                                             | От Открытого шоссе, почти в створе Тюменского проезда |                                          |                             | Преображенское                                        |                                                    | Показан на Яндекс. Картах |
| Проектируемый проезд № 444А                                            | В районе съезда с Ленинградского шоссе в сторону Комсомольской улицы |                                          |                             | Молжаниновский                                        |                                                    | Показан на Яндекс. Картах |
| Проектируемый проезд № 522                                             | От Проектируемого проезда № 6595 до Волынской улицы |                                          |                             | Солнцево                                              |                                                    | |
| Проектируемый проезд № 566                                             | От Куликовской улицы и улицы Поляны в западном направлении, в створе улицы Грина |                                          |                             | Северное Бутово                                       |                                                    | Описан и показан на схемах в постановлении Правительства Москвы от 29.12.2016 № 967-ПП |
| Проектируемый проезд № 595                                             | От примыкания улицы Недорубова (до 2012 года она называлась улицей Авиаконструктора Камова) и Проектируемого проезда № 45 в северном направлении (в сторону восточной оконечности Красковского проезда и ответвления 1-го Красковского проезда), далее северо-западнее и севернее электродепо «Руднёво» до примыкания к Проектируемому проезду № 265 |                                          |                             | Косино-Ухтомский, Некрасовка                          |                                                    | Показан на Яндекс. Картах (не подписан участок улицы Недорубова между Проектируемым проездом № 45 и Проектируемым проездом № 265, ошибочно подписанным «№ 625»), длина проезда около 1,4 км (из них порядка 450 м построено, остальные строятся) |
| Проектируемый проезд № 630                                             | Между 2-м и 3-м Силикатными проездами, параллельно Звенигородскому шоссе |                                          |                             | Хорошёво-Мнёвники                                     |                                                    | Строящийся, описан и показан на схемах в постановлении Правительства Москвы от 31.08.2017 № 619-ПП |
| Проектируемый проезд № 632                                             | По левому берегу Москва-реки, в створе Карамышевской и Шелепихинской набережных, между 3-м Силикатным проездом, улицей Шеногина и Причальным проездом |                                          |                             | Хорошёво-Мнёвники                                     |                                                    | Строящийся, описан и показан на схемах в постановлении Правительства Москвы от 31.08.2017 № 619-ПП |
| Проектируемый проезд № 634                                             | Перпендикулярно Боровскому шоссе |                                          |                             | Тропарёво-Никулино                                    |                                                    | |
| Проектируемый проезд № 635                                             | От Проектируемого проезда № 6522 до Проектируемого проезда № 636 |                                          |                             | Ново-Переделкино                                      |                                                    | |
| Проектируемый проезд № 636                                             | От Проектируемого проезда № 635 до Новоорловской улицы |                                          |                             | Ново-Переделкино                                      |                                                    | |
| Проектируемый проезд № 656                                             | Между Рябиновой (возле дома 35), Верейской и улицей Генерала Дорохова |                                          |                             | Можайский, Очаково-Матвеевское                        |                                                    | Строящийся, описан и показан на схемах в постановлении Правительства Москвы от 03.10.2017 № 735-ПП |
| Проектируемый проезд № 663                                             | Перпендикулярно Производственной улице |                                          |                             | Солнцево                                              |                                                    | |
| Проектируемый проезд № 687                                             | От Кутузовского шоссе к Георгиевскому проспекту | Закон города Москвы от 21.03.2007 г. № 8 |                             | Крюково                                               | 65302;                                             | Указан в ОМК УМ |
| Проектируемый проезд № 718                                             | От Проектируемого проезда № 41 на северо-запад, между Лермонтовским проспектом и ж/д путями Казанского и Рязанского направлений |                                          |                             | Выхино-Жулебино                                       |                                                    | Показан на Яндекс. Картах |
| Проектируемый проезд № 726                                             | От Минской улицы вдоль ж/д путей Киевского направления |                                          |                             | Раменки                                               |                                                    | |
| Проектируемый проезд № 727                                             | От Машкинского шоссе до Новосходненского шоссе |                                          |                             | Молжаниновский                                        | 21939;                                             | Указан в КЛАДР, ОМК УМ |
| Проектируемый проезд № 742                                             | Между проездом Кадомцева и улицей Касаткина, в створе Будайской улицы; с мостом через Яузу |                                          |                             | Ростокино, Алексеевский                               |                                                    | Строящийся, показан на схемах в постановлении Правительства Москвы от 03.09.2018 № 1028-ПП |
| Проектируемый проезд № 758                                             | Между Пресненской набережной и Шелепихинской набережной, вдоль южной границы Ботанического сада лекарственных растений Московской академии имени Сеченова, между Дорогомиловским а/д и Белорусским ж/д мостами |                                          |                             | Пресненский                                           |                                                    | Показан на Яндекс. Картах; строящийся |
| Проектируемый проезд № 767                                             | Между Новодмитровской улицей и южной оконечностью улицы Добролюбова |                                          |                             | Бутырский                                             |                                                    | Строящийся; упомянут в тексте между рис. 20 и рис. 21 и показан на схеме (рис. 21) |
| Проектируемый проезд № 770                                             | От примыкания Проектируемого проезда № 57 к западной части Волжского бульвара до западной части Окской улицы, в основном — вдоль линии ж/д к грузовой ст. «Новопролетарская» |                                          |                             | Текстильщики, Рязанский                               |                                                    | Протяжённый (длина около 1,7 км) объект улично-дорожной сети в ЮВАО, к востоку от северной части Волжского бульвара, обслуживается наземным городским пассажирским транспортом, с юго-западной стороны застроен жилыми домами, адресуемыми по смежным улицам (Волжский бульвар, Саратовская улица, Васильцовский переулок, улица Васильцовский Стан, Окская улица) |
| Проектируемый проезд № 780                                             | От Автозаводской до улицы Ленинская Слобода |                                          |                             | Даниловский                                           |                                                    | |
| Проектируемый проезд № 812                                             | От Калужского шоссе до Бачуринской улицы |                                          |                             | Поселение Сосенское (ТиНАО)                           |                                                    | |
| Проектируемый проезд № 833                                             | Между улицами Брусилова и Маршала Савицкого |                                          |                             | Южное Бутово                                          |                                                    | |
| Проектируемый проезд № 923                                             | Между Проектируемым проездом № 1051 и Складочной улицей |                                          |                             | Марьина Роща                                          |                                                    | Строящийся |
| Проектируемый проезд № 951                                             | от 2-й Пугачёвской улицы до Заваруевского переулка |                                          |                             | Преображенское                                        | 21942;                                             | Указан в КЛАДР, ОМК УМ |
| Проектируемый проезд № 1051                                            | Между улицей Добролюбова и примыканием Огородного проезда и 17-го проезда Марьиной Рощи |                                          |                             | Бутырский                                             |                                                    | Строящийся |
| Проектируемый проезд № 1076                                            | От Крутицкой набережной до улицы Симоновский Вал |                                          |                             | Даниловский                                           |                                                    | |
| Проектируемый проезд № 1214                                            | От проспекта Мира в юго-восточном направлении до застройки перед ж/д путями Ярославского направления, с юго-западной стороны от ст. МЦК «Ростокино» |                                          |                             | Ростокино                                             |                                                    | Описан и показан на схемах в постановлении Правительства Москвы от 15.02.2018 № 77-ПП |
| Проектируемый проезд № 1256                                            | Между 3-й Магистральной улицей и 2-м Магистральным тупиком, в створе 1-го Магистрального тупика |                                          |                             | Хорошёвский                                           |                                                    | Описан и показан на схемах в постановлении Правительства Москвы от 26.12.2018 № 1701-ПП |
| Проектируемый проезд № 1266                                            | От автодрома до Проектируемого проезда № 6415 |                                          |                             | Даниловский                                           |                                                    | |
| Проектируемый проезд № 1329                                            | От улицы Госпитальный Вал, продолжение улицы Новая Дорога; разделяет ГКБ № 29 и Введенское кладбище |                                          |                             | Лефортово                                             |                                                    | |
| Проектируемый проезд № 1423                                            | От 2-й Южнопортового проезда до Южнопортовой улицы |                                          |                             | Печатники                                             |                                                    | |
| Проектируемый проезд № 1438                                            | От Рябиновой улицы до ж/д ветки |                                          |                             | Очаково-Матвеевское                                   | 21912;                                             | Указан в КЛАДР, ОМК УМ |
| Проектируемый проезд № 1439                                            | От проспекта Генерала Дорохова до Очаковского шоссе |                                          |                             | Очаково-Матвеевское                                   |                                                    | |
| Проектируемый проезд № 1672                                            | От Новофилёвского проезда до пересечения с Проектируемыми проездами № 2017 и № 2123 |                                          |                             |                                                       |                                                    | Описан и показан на схемах в постановлении Правительства Москвы от 26.12.2018 № 1701-ПП |
| Проектируемый проезд № 1856                                            | Между Маломосковской улицей и Рижским проездом |                                          |                             | Алексеевский                                          |                                                    | Показан на схемах в постановлении Правительства Москвы от 03.09.2018 № 1028-ПП |
| Проектируемый проезд № 1913                                            | В районе Амурской улицы |                                          |                             | Гольяново                                             |                                                    | Проектируемый |
| Проектируемый проезд № 1922                                            | Между Складочной улицей и ж/д путями Алексеевской соединительной линии |                                          |                             | Марьина Роща                                          |                                                    | Строящийся |
| Проектируемый проезд № 2017                                            | От Новофилёвского проезда до пересечения с Проектируемыми проездами № 1672 и № 2123 |                                          |                             |                                                       |                                                    | Описан и показан на схемах в постановлении Правительства Москвы от 26.12.2018 № 1701-ПП |
| Проектируемый проезд № 2025                                            | Между Складочной улицей и ж/д пл. «Савёловская» Алексеевской соединительной линии, вдоль ж/д путей |                                          |                             | Бутырский                                             |                                                    | Строящийся |
| Проектируемый проезд № 2213                                            | До Малой Очаковской улицы |                                          |                             | Очаково-Матвеевское                                   |                                                    | |
| Проектируемый проезд № 2236                                            | От Дмитровского шоссе до Дубнинской улицы |                                          |                             | Восточное Дегунино                                    | 21933;                                             | Указан в КЛАДР, ОМК УМ |
| Проектируемый проезд № 2277                                            | Между СВХ и Монтажной улицей, вдоль грузовой ж/д ветки к ТЭЦ № 23 |                                          |                             | Метрогородок                                          |                                                    | Строящийся; описан и изображён в постановлении Правительства Москвы от 24.07.2018 № 776-ПП |
| Проектируемый проезд № 2289                                            | От Люблинской до Курской улицы |                                          |                             | Люблино                                               |                                                    | |
| Проектируемый проезд № 3580                                            | От Кутузовского проспекта до набережной Тараса Шевченко, между домом № 30 и сквером |                                          |                             | Дорогомилово                                          |                                                    | |
| Проектируемый проезд № 3631                                            | От улицы Лобачевского |                                          |                             | Раменки                                               |                                                    | |
| Проектируемый проезд № 3683                                            | От Южнопортовой улицы |                                          |                             | Южнопортовый                                          | 21916;                                             | Указан в КЛАДР, ОМК УМ |
| Проектируемый проезд № 3712                                            | От Шоссейной улицы |                                          | Проектируемый проезд № 4294 | Печатники                                             | 21918;                                             | Указан в КЛАДР, ОМК УМ |
| Проектируемый проезд № 3813А                                           | Между а/м развязкой ТТК, проспекта Багратиона и 1-го Красногвардейского проезда и Проектируемым проездом № 758 (продолжением Пресненской набережной), вдоль восточной границы Ботанического сада лекарственных растений Московской академии имени Сеченова |                                          |                             | Пресненский                                           |                                                    | Строящийся, описан и показан на схемах в постановлении Правительства Москвы от 31.08.2017 № 619-ПП |
| Проектируемый проезд № 3883                                            | От шоссе Энтузиастов в южном направлении, к гипермаркету «Глобус», возле микрорайона Первомайский (МО, г. Балашиха) |                                          |                             | МО, г. Балашиха                                       |                                                    | Показан на Яндекс. Картах, длина около 250 м |
| Проектируемый проезд № 3959                                            | В обе стороны от Волоколамского шоссе |                                          |                             | Покровское-Стрешнево                                  |                                                    | |
| Проектируемый проезд № 4037                                            | Между Транспортной (МО, г. Люберцы) и Инициативной улицами (МО, г. Люберцы, г. Москва, ЮВАО), в створе Волковской улицы (связан с ней а/м тоннелем под ж/д путями Казанского и Рязанского направлений) |                                          |                             | МО, г. Люберцы                                        |                                                    | Показан на Яндекс. Картах, длина около 700 м, обслуживается НГПТ (маршрутными такси) |
| Проектируемый проезд № 4062                                            | От Кожуховского моста до набережной Марка Шагала |                                          |                             | Даниловский, Нагатинский Затон                        |                                                    | Указан в КЛАДР |
| Проектируемый проезд № 4173                                            | От Смирновской улицы (МО, г. Люберцы) в восточном направлении, в сторону Октябрьского проспекта, вдоль грузовой ж/д ветки на Дзержинский и южной границы Люберецкого ЦПКиО |                                          |                             | МО, г. Люберцы                                        |                                                    | Показан на Яндекс. Картах, длина около 400 м, тупиковый |
| Проектируемый проезд № 4224                                            | Между примыканием улицы Декабристов и Сельскохозяйственной улицы и пешеходным (бывшим ж/д Бескудниковской ветки) мостом через Яузу в районе Игарского проезда |                                          |                             | Отрадное                                              |                                                    | Описан и показан на схеме в постановлении Правительства Москвы от 24.07.2018 № 772-ПП |
| Проектируемый проезд № 4294                                            | Между Шоссейной улицей и Проектируемым проездом № 1481 | Закон города Москвы от 21.03.2007 г. № 8 |                             | Печатники                                             | 65135;                                             | Указан в КЛАДР, ОМК УМ |
| Проектируемый проезд № 4296                                            | Между Транспортной улицей (МО, г. Люберцы) и а/м мостом через реку Пехорка, далее переходит в дорогу 46К-5012 (Люберцы — Машково — Марусино — Мотяково — Русавкино-Романово) |                                          |                             | МО, г. Люберцы                                        |                                                    | Указан в КЛАДР, на Яндекс. Картах к данному проезду ошибочно отнесена часть Транспортной улицы; длина около 1,7 км, обслуживается НГПТ (маршрутными такси) |
| Проектируемый проезд № 4648                                            | Между Проектируемым проездом № 5281 и Алтуфьевским шоссе, в створе Костромской улицы |                                          |                             | Лианозово, Алтуфьевский                               |                                                    | Строящийся, описан и показан на схемах в постановлении Правительства Москвы от 01.08.2017 № 506-ПП |
| Проектируемый проезд № 4651                                            | Между Илимской улицей и Проектируемым проездом № 4648, в створе Абрамцевской улицы |                                          |                             | Лианозово                                             |                                                    | Описан и показан на схемах в постановлении Правительства Москвы от 01.08.2017 № 506-ПП |
| Проектируемый проезд № 4652                                            | Между Илимской улицей и Проектируемым проездом № 4648, в створе Новгородской улицы |                                          |                             | Лианозово                                             |                                                    | Строящийся, показан на схемах в постановлении Правительства Москвы от 01.08.2017 № 506-ПП |
| Проектируемый проезд № 5016                                            | Между Осташковской улицей и Широкой улицей, в створе проезда Шокальского и Северодвинской улицы |                                          |                             | Северное Медведково                                   |                                                    | Описан и показан на схемах в постановлении Правительства Москвы от 03.10.2017 № 729-ПП |
| Проектируемый проезд № 5032                                            | От Солнцевского проспекта до улицы Авиаторов |                                          |                             | Солнцево                                              |                                                    | |
| Проектируемый проезд № 5092                                            | Между Норильской улицей и 5-м Таймырским проездом |                                          |                             | Лосиноостровский                                      | 21921;                                             | Указан в КЛАДР, ОМК УМ |
| Проектируемый проезд № 5112                                            | От Шоссейной улицы параллельно Батюнинскому проезду |                                          |                             | Печатники                                             | 65138;                                             | Указан в КЛАДР, ОМК УМ |
| Проектируемый проезд № 5208                                            | В Северной промзоне Видного, между Каширским шоссе и микрорайоном Малое Видное-3 |                                          |                             | МО, г. Видное                                         |                                                    | Указан в КЛАДР, показан на Яндекс. Картах, длина около 1,9 км |
| Проектируемый проезд № 5265                                            | От Дубнинской улицы до Вербилковского проезда |                                          |                             | Восточное Дегунино, Дмитровский                       | 21936;                                             | Указан в КЛАДР, ОМК УМ |
| Проектируемый проезд № 5281                                            | Между примыканием Угличской и Илимской улиц, в створе Угличской улицы и Проектируемым проездом № 4648, далее в южном направлении в сторону Путевого проезда |                                          |                             | Лианозово, Алтуфьевский                               |                                                    | Описан и показан на схемах в постановлении Правительства Москвы от 01.08.2017 № 506-ПП |
| Проектируемый проезд № 5287                                            | От Верейской улицы в южном направлении |                                          |                             | Можайский                                             |                                                    | Показан на схемах в постановлении Правительства Москвы от 03.10.2017 № 735-ПП |
| Проектируемый проезд № 5311                                            | От пересечения улиц Авиаторов и Производственной |                                          |                             | Солнцево                                              |                                                    | |
| Проектируемый проезд № 5320                                            | Параллельно Рябиновой улице |                                          |                             | Очаково-Матвеевское                                   |                                                    | |
| Проектируемый проезд № 5321                                            | От Проектируемого проезда № 5320 до Рябиновой улицы |                                          |                             | Очаково-Матвеевское                                   |                                                    | |
| Проектируемый проезд № 5342                                            | В северной промзоне Реутова, от примыкания Садового проезда к улице Некрасова в северо-восточном направлении и перпендикулярно проспекту Мира к западу от него | Не позднее 2007 года                     |                             | МО, г. Реутов                                         |                                                    | Состоит из двух участков общей длиной около 500 м без сквозного прохода и проезда между ними. Запланирован как продолжение Садового проезда. |
| Проектируемый проезд № 5372                                            | В районе Панфиловского проспекта | Закон города Москвы от 21.03.2007 г. № 8 |                             | Силино                                                | 68116;                                             | Указан в ОМК УМ |
| Проектируемый проезд № 5408                                            | От Профсоюзной до Голубинской улицы |                                          |                             | Ясенево                                               |                                                    | |
| Проектируемый проезд № 5427                                            | Между Новодмитровской улицей и Проектируемым проездом № 2025 |                                          |                             | Бутырский                                             |                                                    | Строящийся |
| Проектируемый проезд № 5428                                            | Между примыканием Огородного проезда, 17-го проезда Марьиной Рощи и Проектируемого проезда № 1051 и примыканием Новомосковской улицы, Аргуновской улицы и Звёздного бульвара |                                          |                             | Бутырский, Останкинский                               |                                                    | Строящийся, будет пересекать ж/д пути Ленинградского направления по эстакаде |
| Проектируемый проезд № 5464                                            | Между Битцевским проездом (бывшим Проектируемым проездом № 6281) и Чертановской улицей |                                          |                             | Чертаново Северное                                    |                                                    | Показан на Яндекс. Картах, проходит через микрорайон Чертаново Северное с юго-запада через центр на восток; три участка в туннелях, общая длина проезда более 1,3 км, обслуживается НГПТ |
| Проектируемый проезд № 5501                                            | От Наро-Фоминской до Попутной улицы |                                          |                             | Солнцево                                              |                                                    | |
| Проектируемый проезд № 5537                                            | Между Каширским шоссе и Проектируемым проездом № 5538, почти параллельно МКАД (снаружи от неё) |                                          |                             | пос. Развилка (МО, Ленинский ГО)                      |                                                    | Указан в КЛАДР, показан на Яндекс. Картах, длина около 1 км, обслуживается НГПТ |
| Проектируемый проезд № 5538                                            | Между Проектируемым проездом № 5537 и примыканием Проектируемого проезда № 5539 и Проектируемого проезда № 5542 |                                          |                             | пос. Развилка (МО, Ленинский ГО)                      |                                                    | Указан в КЛАДР, показан на Яндекс. Картах, длина около 700 м, обслуживается НГПТ |
| Проектируемый проезд № 5539                                            | Между примыканием Проектируемого проезда № 5538 и Проектируемого проезда № 5542 и поворотом дороги между гаражным комплексом «Космос» и жилым комплексом «Римский» (возле остановки «Гаражи») |                                          |                             | пос. Развилка (МО, Ленинский ГО)                      |                                                    | Показан на Яндекс. Картах, длина около 800 м, обслуживается НГПТ; к востоку от указанного поворота дороги переходит в автодорогу 46К-4180 (поворот на Картино — Дроздово — Мильково — Беседы) |
| Проектируемый проезд № 5540                                            | От Проектируемого проезда № 5537 на юго-восток, до застройки перед Проектируемым проездом № 5541 |                                          |                             | пос. Развилка (МО, Ленинский ГО)                      |                                                    | Показан на Яндекс. Картах, длина около 450 м |
| Проектируемый проезд № 5541                                            | Между Каширским шоссе и Проектируемым проездом № 5538 |                                          |                             | пос. Развилка (МО, Ленинский ГО)                      |                                                    | Показан на Яндекс. Картах, длина более 1,1 км |
| Проектируемый проезд № 5542                                            | Между примыканием Проектируемого проезда № 5538 и Проектируемого проезда № 5539 и отстойно-разворотной площадкой НГПТ «Развилка, д. 38» (3-й квартал Развилки) |                                          |                             | пос. Развилка (МО, Ленинский ГО)                      |                                                    | Показан на Яндекс. Картах, длина около 1 км, обслуживается НГПТ |
| Проектируемый проезд № 5543                                            | От поворота Проектируемого проезда № 5542 на восток-юго-восток в сторону Центральной улицы деревни Ащерино, далее в южном направлении по границе 4-го квартала Развилки и деревни Ащерино до Нижнего Ащеринского пруда |                                          |                             | пос. Развилка (МО, Ленинский ГО)                      |                                                    | Показан на Яндекс. Картах, длина около 600 м |
| Проектируемый проезд № 5544                                            | От поворота Проектируемого проезда № 5541 в юго-восточном направлении по границе 3-го квартала Развилки до реки Юшунки (между Верхним и Нижним Ащеринскими прудами) |                                          |                             | пос. Развилка (МО, Ленинский ГО)                      |                                                    | Показан на Яндекс. Картах, длина около 1 км |
| Проектируемый проезд № 5547                                            | Между Проектируемым проездом № 5542 и Проектируемым проездом № 5544, по границе 1-го и 2-го кварталов Развилки |                                          |                             | пос. Развилка (МО, Ленинский ГО)                      |                                                    | Показан на Яндекс. Картах, длина около 350 м, обслуживается НГПТ |
| Проектируемый проезд № 5549                                            | Между Вашутинским шоссе и улицей Германа Титова (к востоку от а/м моста Ленинградского шоссе через ж/д пути Ленинградского направления) |                                          |                             | МО, г. Химки                                          |                                                    | Показан на Яндекс. Картах, длина около 1 км |
| Проектируемый проезд № 5562                                            | Между улицей Академика Чумакова и Валуевским шоссе |                                          |                             | Московский (ТиНАО)                                    |                                                    | Показан на Яндекс. Картах, длина около 650 м, обслуживается НГПТ |
| Проектируемый проезд № 6001                                            | В северной промзоне Реутова, от примыкания шоссе Энтузиастов огибает реку Серебрянка с востока от неё | Не позднее 2008 года                     |                             | МО, г. Реутов                                         |                                                    | Показан на Яндекс. Картах, длина около 94 м. Запланирован как продолжение улицы Реутовских ополченцев. |
| Проектируемый проезд № 6006                                            | В северной промзоне Реутова, от примыкания проспекта Мира тупиковый проезд в западную сторону. | Не позднее 2006 года                     |                             | МО, г. Реутов                                         |                                                    | Показан на Яндекс. Картах, длина около 222 м. Запланирован как продолжение проезда Братьев Фоминых. |
| Проектируемый проезд № 6090                                            | От улицы Столетова до Ломоносовского проспекста |                                          |                             | Раменки                                               |                                                    | |
| Проектируемый проезд № 6095                                            | От проспекта Генерала Дорохова до Мосфильмовской улицы |                                          |                             | Раменки                                               |                                                    | |
| Проектируемый проезд № 6110                                            | Между улицей Главмосстроя и 50-летия Октября |                                          |                             | Солнцево                                              |                                                    | |
| Проектируемый проезд № 6235                                            | Перпендикулярно Боровскому шоссе |                                          |                             | Солнцево                                              |                                                    | |
| Проектируемый проезд № 6236                                            | Перпендикулярно Боровскому шоссе |                                          |                             | Солнцево                                              |                                                    | |
| Проектируемый проезд № 6298                                            | Продолжение Ельнинской улицы по дворам, приблизительно до магазина «Пятёрочка». |                                          |                             | Кунцево                                               |                                                    | |
| Проектируемый проезд № 6392                                            | Между улицей Люберка и 2-й Вольской, далее как Наташинская. |                                          |                             | Некрасовка                                            |                                                    | |
| Проектируемый проезд № 6415                                            | От улицы Ленинская Слобода до Крутицкой набережной |                                          |                             | Даниловский                                           |                                                    | |
| Проектируемый проезд № 6418                                            | Между улицами Брусилова и Маршала Савицкого |                                          |                             | Южное Бутово                                          |                                                    | |
| Проектируемый проезд № 6453                                            | От ТРК «Капитолий» до проспекта Вернадского |                                          |                             | Раменки                                               |                                                    | |
| Проектируемый проезд № 6472                                            | Перпендикулярно улице Матросова |                                          |                             | Солнцево                                              |                                                    | |
| Проектируемый проезд № 6473                                            | Перпендикулярно улице Матросова |                                          |                             | Солнцево                                              |                                                    | |
| Проектируемый проезд № 6475                                            | Между дублёром Боровского шоссе и улицы Терёшково |                                          |                             | Солнцево                                              |                                                    | |
| Проектируемый проезд № 6476                                            | Между Проектируемым проездом № 6477 и 3-й Черкизовской улицец |                                          |                             | Преображенское                                        |                                                    | |
| Проектируемый проезд № 6477                                            | Между 2-й Пугачёвской улицей и Проектируемым проездом № 6476 |                                          |                             | Преображенское                                        |                                                    | |
| Проектируемый проезд № 6478                                            | Между 2-й Пугачёвской улицей и Проектируемым проездом № 6479 |                                          |                             | Преображенское                                        |                                                    | |
| Проектируемый проезд № 6479                                            | Между Проектируемыми проездами № 6477 и № 6478 |                                          |                             | Преображенское                                        |                                                    | |
| Проектируемый проезд № 6480                                            | Параллельно Большой Черёмушкинской улице от улицы Шверника до д. 1с9 |                                          |                             | Академический                                         |                                                    | |
| Проектируемый проезд № 6483                                            | Между Мытной улицей (в районе примыкания 3-го Люсиновского переулка) и Проектируемым проездом № 6664 |                                          |                             | Якиманка                                              |                                                    | Строящийся, описан и показан на схемах в постановлении Правительства Москвы от 11.06.2019 № 685-ПП |
| Проектируемый проезд № 6492                                            | От Родниковой улицы |                                          |                             | Московский (ТиНАО)                                    |                                                    | |
| Проектируемый проезд № 6501                                            | Между Средней и Большой Калитниковскими улицами, почти в створе Большого Калитниковского проезда |                                          |                             | Таганский                                             |                                                    | Показан на Яндекс. Картах, длина около 150 м |
| Проектируемый проезд № 6521                                            | До Проектируемого проезда № 6522 |                                          |                             | Ново-Переделкино                                      |                                                    | |
| Проектируемый проезд № 6522                                            | От Проектируемого проезда № 6521 До Проектируемого проезда № 635 |                                          |                             | Ново-Переделкино                                      |                                                    | |
| Проектируемый проезд № 6590                                            | От 2-й Карпатской улицы |                                          |                             | Солнцево                                              |                                                    | |
| Проектируемый проезд № 6595                                            | От улицы Авиаторов до Проектируемого проезда № 522 |                                          |                             | Солнцево                                              |                                                    | |
| Проектируемый проезд № 6640                                            | От улицы Удальцова до проспекта Вернадского |                                          |                             | Проспект Вернадского                                  |                                                    | |
| Проектируемый проезд № 6662                                            | От Родниковой улицы вдоль реки Сетуни |                                          |                             | Ново-Переделкино                                      |                                                    | |
| Проектируемый проезд № 6664                                            | Между Проектируемым проездом № 6483 и Конным переулком |                                          |                             | Якиманка                                              |                                                    | Строящийся, описан и показан на схемах в постановлении Правительства Москвы от 11.06.2019 № 685-ПП |
| Проектируемый проезд № 6689                                            | Между Шелепихинской набережной (мост через Москва-реку в створе Берегового проезда) и 2-й Магистральной улицей |                                          |                             | Филёвский Парк, Хорошёво-Мнёвники, Хорошёвский        |                                                    | Строящийся, описан и показан на схемах в постановлениях Правительства Москвы от 31.08.2017 № 619-ПП и от 26.12.2018 № 1701-ПП |
| Проектируемый проезд № 6690                                            | Между 1-м Магистральным тупиком и Проектируемым проездом № 6689 |                                          |                             | Хорошёвский                                           |                                                    | Строящийся, пересекает 1-й Магистральный проезд; описан и показан на схемах в постановлении Правительства Москвы от 26.12.2018 № 1701-ПП |
| Проектируемый проезд № 6692                                            | Между 1-м Магистральным тупиком и 2-й Магистральной улицей |                                          |                             | Хорошёвский                                           |                                                    | Строящийся, пересекает продолжение 1-го Магистрального проезда; описан и показан на схемах в постановлении Правительства Москвы от 26.12.2018 № 1701-ПП |
| Проектируемый проезд № 6696                                            | Между Проектируемым проездом № 6697 и улицей Ермакова Роща |                                          |                             | Пресненский                                           |                                                    | Строящийся, описан и показан на схемах в постановлении Правительства Москвы от 31.08.2017 № 619-ПП |
| Проектируемый проезд № 6697                                            | Между примыканием Проектируемых проездов № 1033 и № 2123, в створе строящегося продолжения Заречной улицы до проспекта Багратиона, и Шмитовским проездом, в створе Шелепихинского шоссе |                                          |                             | Филёвский Парк, Пресненский                           |                                                    | Строящийся, описан и показан на схемах в постановлении Правительства Москвы от 31.08.2017 № 619-ПП; на пересечении с Москва-рекой строится а/м мост |
| Проектируемый проезд № 7012                                            | Между Автозаводской и улицей Братьев Рябушинских (бывшим Проектируемым проездом № 7020), по границе территории бывшего завода имени Лихачёва) |                                          |                             | Даниловский                                           |                                                    | Показан на Яндекс. Картах, длина около 300 м |
| Проектируемый проезд № 7023                                            | На территории бывшего завода имени Лихачёва — предположительно, между продолжением набережной Марка Шагала (части бывшего Проектируемого проезда № 4062) южнее МЦК и проспектом Лихачёва |                                          |                             | Даниловский                                           |                                                    | Указан в постановлении Правительства Москвы от 01.08.2018 № 869-ПП, длина около 1,5 км? |
| Проектируемый проезд № 7024                                            | От проспекта Лихачёва до Проектируемого проезда № 4062 |                                          |                             | Даниловский, Нагатинский Затон                        |                                                    | |
| Проектируемый проезд № 7025                                            | От Проектируемого проезда № 7024 до улицы Мустая Карима |                                          |                             | Даниловский                                           |                                                    | |
| Проектируемый проезд № 7029                                            | Составная часть СБВ, связывает Киевское и Калужское шоссе. |                                          |                             | Новая Москва (ТиНАО)                                  |                                                    | |
| Проектируемый проезд № 7031                                            | |                                          |                             | Поселение Сосенское (ТиНАО)                           |                                                    | |
| Проектируемый проезд № 7038                                            | От Проектируемого проезда № 7029 до Международного проезда, дублёр Киевского шоссе. |                                          |                             | Поселение Сосенское (ТиНАО)                           |                                                    | |
| Проектируемый проезд № 7051                                            | |                                          |                             | Поселение Сосенское (ТиНАО)                           |                                                    | |
| Проектируемый проезд № 7083                                            | |                                          |                             | Поселение Внуковское (ТиНАО)                          |                                                    | |
| Проектируемый проезд № 7099                                            | |                                          |                             | Поселение Сосенское (ТиНАО)                           |                                                    | |
| Проектируемый проезд № 7157                                            | |                                          |                             | Поселение Сосенское (ТиНАО)                           |                                                    | |
| Проектируемый проезд № 7551                                            | Солнцево-Бутово-Варшавское шоссе |                                          |                             | Новомосковский административный округ                 |                                                    | |
| Проектируемый проезд № 7926                                            | |                                          |                             | Богородское                                           |                                                    | Пересекается с Проектируемым проездом № 7927 |
| Проектируемый проезд № 7927                                            | |                                          |                             | Богородское                                           |                                                    | Пересекается с Проектируемым проездом № 7926 |
| Проектируемый проезд (г. Балашиха, МО)                                 | В микрорайоне Кучино, от Керамической улицы в сторону реки Пехорки |                                          |                             | МО, Балашиха                                          |                                                    | Предположительно единственный в городе (не считая территорий СТ, СНТ, ДНТ и т. п.), без номера; указан в КЛАДР; показан на Яндекс. Картах; длина порядка 700 м |
| Проектируемый проезд (г. Балашиха, МО, СТ «Металлург-1»)               | В садоводческом товариществе «Металлург-1» (севернее шоссе Энтузиастов, рядом с жилым комплексом «Новое Измайлово»), от продолжения Московского проспекта на запад, между Зелёной улицей и 2-й линией |                                          |                             | МО, Балашиха                                          |                                                    | Без номера, единственный в СТ; показан на Яндекс. Картах (выдаётся Яндексом, например, при запросе «проектируемый проезд»); длина порядка 700 м; три последних упомянутых во второй графе улицы также находятся на территории указанного СТ |
| Проектируемый проезд (МО, Раменский городской округ, СНТ «Телефонист») | В садовом некоммерческом товариществе «Телефонист» (к северо-западу от ж/д пл. Шевлягино Казанского направления), между Сиреневым бульваром и Грибным переулком |                                          |                             | МО, Раменское                                         |                                                    | Без номера, единственный в СНТ; показан на Яндекс. Картах; длина порядка 100 м; строящийся? |
| Проектируемый проезд (МО, Одинцовский городской округ, г. Звенигород)  | От Второй улицы (микрорайон Ракитня на правом берегу Москвы-реки) на северо-восток |                                          |                             | МО, Одинцово                                          |                                                    | Без номера, единственный в городе; показан на Яндекс. Картах; длина порядка 500 м |

### Переименованные проектируемые проезды
| Прежнее наименование         | Нынешнее наименование | Положение | Дата именования | Район Москвы                                                | Код по УМК ОМ, ссылка на справочник улиц Москвы | Примечания |
| ---------------------------- | --- | --- | --------------- | ----------------------------------------------------------- | ----------------------------------------------- | --- |
| Проектируемый проезд № 107   | Присоединён к Промышленному проезду | Возле ст. м. «Фили» |                 | Филёвский Парк                                              |                                                 | Показан на Яндекс. Картах; длина около 450 м |
| Проектируемый проезд № 109   | Улица Генерала Яковлева | Между Авиамоторной улицей и улицей Пруд-Ключики |                 | Лефортово                                                   |                                                 | Показан на Яндекс. Картах; длина около 450 м; переименован на основании постановления Правительства Москвы от 24.10.2017 № 792-ПП |
| Проектируемый проезд № 117   | Присоединён к Таллинской улице | Между 64-м км МКАД и примыканием улицы Кулакова, улицы Твардовского и улицы Маршала Воробьёва; длина около 400 м |                 | Строгино                                                    |                                                 | Показан на Яндекс. Картах (от выезда на МКАД до перекрёстка с круговым движением и трамвайным кругом); обслуживается НГПТ; на основании постановления Правительства Москвы от 10.11.2020 № 1926-ПП |
| Проектируемый проезд № 120   | Часть улицы Маршала Воробьёва | Между улицей Твардовского и примыканием Проектируемого проезда № 6018 и Проектируемого проезда № 6387 в створе Проектируемого проезда № 6017 |                 | Строгино                                                    |                                                 | Переименован на основании постановления Правительства Москвы от 26.06.2013 № 412-ПП; см. также Проектируемый проезд № 6017 (переименованный); общая длина улицы около 2,1 км, обслуживается НГПТ |
| Проектируемый проезд № 135   | Улица Адмирала Корнилова | От Калужского до Киевского шоссе, внешний юго-западный дублёр части МКАД (41-й — 45-й км) |                 | Мосрентген, Сосенское, Московский (ТиНАО)                   |                                                 | На Яндекс. Картах показан без ссылки на старое название (ср. 2GIS), длина около 5 км, обслуживается НГПТ |
| Проектируемый проезд № 137   | Авиамоторный проезд | Между шоссе Энтузиастов и Красноказарменной улицей, в створе 2-го Кабельного проезда |                 | Лефортово                                                   |                                                 | Переименован на основании постановления Правительства Москвы от 24.09.2013 № 637-ПП, длина около 300 м; обслуживается НГПТ, включая трамвай |
| Проектируемый проезд № 153   | Новофилёвский проезд | Между Филёвским бульваром и Береговым проездом, в створе Проектируемого проезда № 1672 |                 | Филёвский Парк                                              |                                                 | Переименован на основании постановления Правительства Москвы от 15.04.2013 № 235-ПП, длина около 850 м, обслуживается НГПТ (единственный выезд из микрорайона Филёвская Пойма) |
| Проектируемый проезд № 222   | Присоединён к Золотой улице | Между примыканием улицы Семёновский Вал и Семёновского проезда, в створе Золотой улицы, и Большой Семёновской улицей, в створе Медового переулка |                 | Соколиная Гора                                              |                                                 | На основании постановления Правительства Москвы от 10.11.2020 № 1926-ПП; проезд шёл в основном вдоль ж/д путей Казанского и Рязанского направлений и имел длину около 850 м |
| Проектируемый проезд № 226   | Новодачное шоссе | Между Дмитровским шоссе, в створе Лианозовского проезда, и улицей Академика Христиано́вича, вдоль ж/д путей Савёловского направления до административной границы Москвы |                 | Лианозово, Северный                                         |                                                 | Переименован на основании постановления Правительства Москвы от 25.10.2016 № 687-ПП, длина около 4,8 км, обслуживается НГПТ |
| Проектируемый проезд № 227   | Улица Генерала Артемьева | Между Новодачным шоссе (возле посёлка Ильинский) и Дмитровским шоссе, за ТРЦ «РИО» |                 | Северный                                                    |                                                 | Переименован на основании постановления Правительства Москвы от 24.10.2017 № 792-ПП; длина около 550 м, обслуживается маршрутным такси |
| Проектируемый проезд № 229   | Долгопрудненское шоссе | Между Дмитровским шоссе и а/м эстакадой над ж/д путями Савёловского направления и Новодачным шоссе в створе Лихачёвского проезда (МО, г. Долгопрудный), вблизи ж/д пл. Новодачная |                 | Северный                                                    |                                                 | Переименован на основании постановления Правительства Москвы от 25.10.2016 № 687-ПП; длина около 1,2 км, обслуживается НГПТ |
| Проектируемый проезд № 237   | Часть улицы Арсюкова | Между Дмитровским шоссе, почти перпендикулярно ему, и примыканием Проектируемого проезда № 6268 (см. среди переименованных) и Проектируемого проезда № 249 |                 | Северный                                                    |                                                 | Переименован на основании постановления Правительства Москвы от 25.10.2016 № 687-ПП; см. также Проектируемый проезд № 249 (переименованный); обслуживается НГПТ |
| Проектируемый проезд № 239   | Улица Академика Алиханова | Между Долгопруденским шоссе (бывшим Проектируемым проездом № 229) в створе улицы Академика Флёрова (бывшего Проектируемого проезда № 5557) и Дмитровским шоссе в створе улицы Арсюкова (бывших Проектируемых проездов № 237 и № 249)                                                                                                |                 | Северный                                                    |                                                 | Переименован на основании постановления Правительства Москвы от 06.11.2018 № 1342-ПП; на основании постановления Правительства Москвы от 25.10.2016 № 687-ПП улица от данного проектируемого проезда до Дмитровского шоссе получила название «улица Мерянка»; обслуживается НГПТ |
| Проектируемый проезд № 239А  | «Участок, расположенный вблизи пересечения Новодачной улицы с Долгопрудненским шоссе» — улица Фёдора Дубовицкого | От Долгопрудненского шоссе вокруг Физтехпарка и обратно к Долгопрудненскому шоссе |                 | Северный                                                    |                                                 | Переименован на основании постановления Правительства Москвы от 25.10.2016 № 687-ПП; обслуживается НГПТ; местоположение оставшейся части определить пока не удалось |
| Проектируемый проезд № 241   | Бульвар Академика Ландау | Между Челобитьевским шоссе в створе улицы Лётчика Спирина (бывшего Проектируемого проезда № 244) и административной границей Москвы, в районе коттеджного посёлка «Архангельское-Тюриково» |                 | Северный                                                    |                                                 | Переименован на основании постановления Правительства Москвы от 02.08.2016 № 470-ПП; основная часть — в створе Долгопрудненского шоссе (бывшего Проектируемого проезда № 229), но по другую относительно него сторону Дмитровского шоссе |
| Проектируемый проезд № 244   | Улица Лётчика Спирина | Между Челобитьевским шоссе в створе бульвара Академика Ландау (бывшего Проектируемого проезда № 241), возле Дмитровского шоссе, и Проектируемым проездом № 6163, вокруг 1-го микрорайона Северного |                 | Северный                                                    |                                                 | Переименован на основании постановления Правительства Москвы от 25.10.2016 № 687-ПП; обслуживается НГПТ, частично параллелен Дмитровскому шоссе, частично — МКАД |
| Проектируемый проезд № 249   | Часть улицы Арсюкова | Между примыканием Проектируемого проезда № 237 и Проектируемого проезда № 6268 (оба см. в переименованных) и Северным проездом, в основном параллельно Дмитровскому шоссе |                 | Северный                                                    |                                                 | Переименован на основании постановления Правительства Москвы от 25.10.2016 № 687-ПП; см. также Проектируемый проезд № 237 (переименованный) |
| Проектируемый проезд № 264   | Улица Юности (МО, г. Люберцы) | Между Рождественской улицей (г. Москва) и Проектируемым проездом № 598, частично параллельно границе Москвы и Люберец; обе оконечности улицы находятся на территории Москвы |                 | МО, г. Люберцы                                              |                                                 | Показан на Яндекс. Картах, длина около 900 м, будет обслуживаться НГПТ; переименован не ранее 2012 года; не путать с одноимённой улицей в Москве (ВАО, район Вешняки)! Единственный московский адрес по данному проезду — Проектируемый проезд № 264, вл. 1 — закрытый мусорный полигон… |
| Проектируемый проезд № 276   | Часть Покровской улицы (г. Москва) | |                 | Некрасовка                                                  |                                                 | Обслуживается НГПТ, рядом ст. м. «Некрасовка» |
| Проектируемый проезд № 278   | Часть Покровской улицы (г. Москва) | |                 | Некрасовка                                                  |                                                 | Обслуживается НГПТ, рядом ст. м. «Некрасовка» |
| Проектируемый проезд № 282   | Часть улицы Авиаконструктора Микояна | Между примыканием 2-й Песчаной улицы и 3-й Песчаной улицы в створе последней из них и продолжением улицы Александра Гомельского (бывшего Проектируемого проезда № 5505) |                 | Хорошёвский                                                 |                                                 | Переименован на основании постановления Правительства Москвы от 21.02.2006 № 125-ПП, см. также Проектируемый проезд № 5506 (переименованный); обслуживается НГПТ |
| Проектируемый проезд № 292   | Никулинский проезд | Между проездом Олимпийской деревни и улицей Академика Анохина, почти параллельно Никулинской улице |                 | Тропарёво-Никулино                                          |                                                 | Переименован в 2011 году, длина около 650 м, обслуживается НГПТ |
| Проектируемый проезд № 310   | Часть от улицы Бориса Жигулёнкова до Окружного проезда присоединена к 8-й улице Соколиной Горы | |                 | Соколиная Гора                                              |                                                 | На основании постановления Правительства Москвы от 10.11.2020 № 1926-ПП; присоединённая часть проектируемого проезда расположена под углом к самой улице; собственно участок Проектируемого проезда № 310 длиной менее 100 м (с односторонним движением) остался между домами 18, 20Ас3 и 26Ас2, то есть между частями 8-й улицы Соколиной Горы, и, возможно, между Окружным проездом и Электродным проездом (длиной около 200 м, включая мост через ж/д пути МЦК и СВХ)                                                     |
| Проектируемый проезд № 326   | По одним данным, полностью, по другим — частично — улица Галины Вишневской | По одним данным, между Суздальской улицей и Салтыковской улицей (переименована только эта часть), по другим — между Суздальской улицей и Никольско-Архангельским проездом |                 | Новокосино                                                  |                                                 | Переименован на основании постановления Правительства Москвы от 26.06.2013 № 412-ПП, длина около 300 м (переименованная часть) или около 1,1 км (полностью); обслуживается НГПТ |
| Проектируемый проезд № 330   | Улица Николая Старостина | Между примыканием Суздальской улицы и Большой Косинской улицы и Салтыковской улицей |                 | Новокосино                                                  |                                                 | Переименован в 1996 году, после переименования был построен выезд с улицы на МКАД; обслуживается НГПТ |
| Проектируемый проезд № 331   | Суздальский проезд | Между Суздальской улицей и Новокосинской улицей, параллельно улице Николая Старостина (бывшему Проектируемому проезду № 330), разделяет микрорайоны 1 и 2 Новокосина |                 | Новокосино                                                  |                                                 | Переименован на основании постановления Правительства Москвы от 15.04.2013 № 235-ПП, длина около 600 м, обслуживается НГПТ |
| Проектируемый проезд № 350   | Улица Зенитчиков | Между Волоцким переулком (бывшим Проектируемым проездом № 351) и примыканием Дубравной улицы (бывших Проектируемых проездов № 357, 366 и 4518) и проезда в сторону Речной улицы Красногорска |                 | Митино                                                      |                                                 | Переименован в 1996 году, длина около 750 м |
| Проектируемый проезд № 351   | Волоцкой переулок | Между улицей Генерала Белобородова и 1-м Пенягинским проездом, западнее 8-го микрорайона Митина |                 | Митино                                                      |                                                 | Переименован в 1996 году, длина около 700 м, обслуживается НГПТ |
| Проектируемый проезд № 354   | Пенягинская улица | От улицы Генерала Белобородова в сторону Митинского ландшафтного парка, вдоль него и обратно к улице Генерала Белобородова, огибает с северо-запада, севера, северо-востока, востока, юго-востока и юга микрорайон 8А Митина |                 | Митино                                                      |                                                 | Переименован в 1996 году, длина около 1,3 км |
| Проектируемый проезд № 355   | Часть улицы Барышиха | |                 | Митино                                                      |                                                 | Переименован в 1995 году, см. также Проектируемый проезд № 358 (переименованный); общая длина улицы около 3,8 км, она обслуживается НГПТ, огибает с юго-востока, юга, юго-запада, запада и северо-запада микрорайоны 7, 6, 5, 4 Митина и примыкает к Пятницкому шоссе возле одноимённой станции метро Арбатско-Покровской линии и административной границы города |
| Проектируемый проезд № 356   | 3-й Митинский переулок | Между Митинской улицей и улицей Барышиха (бывшими Проектируемыми проездами № 355 и № 358), параллельно Дубравной улице (бывшим Проектируемым проездам № 357, 366 и 4518), разделяет микрорайоны 5 и 6 Митина |                 | Митино                                                      |                                                 | Переименован в 1995 году, длина около 700 м |
| Проектируемый проезд № 357   | Часть Дубравной улицы | |                 | Митино                                                      |                                                 | Переименован в 1995 году, см. также Проектируемые проезды № 366 и № 4518 (переименованные); общая длина улицы около 2,2 км, она разделяет микрорайоны 2, 7 и 3, 6, 11 Митина; обслуживается НГПТ, рядом находится ст. м. «Митино» |
| Проектируемый проезд № 358   | Часть улицы Барышиха | |                 | Митино                                                      |                                                 | Переименован в 1995 году, см. также Проектируемый проезд № 355 (переименованный) |
| Проектируемый проезд № 361   | Цариков переулок | Между примыканием Новотушинского проезда и Митинской улицы и Пятницким шоссе в створе Путилковского шоссе |                 | Митино                                                      |                                                 | Переименован в 1995 году, длина около 600 м, обслуживается НГПТ |
| Проектируемый проезд № 366   | Часть Дубравной улицы | |                 | Митино                                                      |                                                 | Переименован в 1995 году, см. также Проектируемые проезды № 357 и № 4518 (переименованные) |
| Проектируемый проезд № 367   | Ангелов переулок | Между Митинской улицей и улицей Барышиха (бывшими Проектируемыми проездами № 355 и № 358), разделяет микрорайоны 4 и 5 Митина |                 | Митино                                                      |                                                 | Переименован в 1994 году, длина около 650 м |
| Проектируемый проезд № 369   | Рубежный проезд | Между Рублёвским шоссе в створе улицы Академика Павлова и улицей Крылатские Холмы |                 | Крылатское                                                  |                                                 | Переименован в 2011 году, длина около 400 м, обслуживается НГПТ |
| Проектируемый проезд № 408   | Плавский проезд | Между улицей Адмирала Лазарева (бывшим Проектируемым проездом № 875) и Бартеневской улицей (бывшим Проектируемым проездом № 679), в комплексе «А» Южного Бутова |                 | Южное Бутово                                                |                                                 | Переименован на основании постановления Правительства Москвы от 17.07.2001 № 657-ПП, длина около 600 м |
| Проектируемый проезд № 409   | Аллея Витте | Между улицей Адмирала Лазарева (бывшим Проектируемым проездом № 875) и примыканием Бартеневской улицы (бывшего Проектируемого проезда № 679) и улицы Поляны, параллельно Венёвской улице, в микрорайоне Гавриково Южного Бутова, возле ст. м. «Бульвар Адмирала Ушакова»                                                            |                 | Южное Бутово                                                |                                                 | Переименован на основании постановления Правительства Москвы от 17.07.2001 № 657-ПП, длина около 650 м, обслуживается маршрутным такси |
| Проектируемый проезд № 421   | Улица Анучина | Между Университетским проспектом в створе улицы Николая Коперника и домом 13 по улице Косыгина, частично параллельно Ленинскому проспекту |                 | Гагаринский                                                 |                                                 | Переименован на основании постановления Правительства Москвы от 24.10.2017 № 792-ПП |
| Проектируемый проезд № 439   | Часть от Каширского шоссе вдоль ж/д путей —Сабуровская улица | От Проектируемого проезда № 4902 перпендикулярно Каширскому шоссе, на северо-восток, вдоль ж/д путей Курского направления, возле ж/д платформы Москворечье |                 | Москворечье-Сабурово                                        |                                                 | Переименован на основании постановления Правительства Москвы от 10.11.2020 № 1926-ПП, длина около 250 м; местоположение оставшейся части проезда определить пока не удалось |
| Проектируемый проезд № 477   | Валаамская улица | Между Большой Академической улицей и Лиственничной аллеей, вдоль ж/д путей Ленинградского направления (длина около 1,1 км) |                 | Тимирязевский                                               |                                                 | Переименован на основании постановления Правительства Москвы от 10.09.2014 № 517-ПП, впоследствии к улице были присоединены Проектируемый проезд № 922 и Проектируемый проезд № 1097 (см. в переименованных) |
| Проектируемый проезд № 490   | Присоединён к проезду Черепановых | |                 | Коптево                                                     |                                                 | На основании постановления Правительства Москвы от 10.11.2020 № 1926-ПП |
| Проектируемый проезд № 552   | Новобутовский проезд | Между Скобелевской улицей и Новобутовской улицей (в постановлении 2016 года изображён только до Изюмской улицы, далее до Новобутовской улицы — оставшаяся часть Проектируемого проезда № 552) |                 | Южное Бутово                                                |                                                 | Переименован на основании постановления Правительства Москвы от 15.04.2013 № 235-ПП; описан и показан на схемах в постановлении Правительства Москвы от 29.12.2016 № 967-ПП; при прокладке магистрали «Солнцево — Бутово — Варшавское шоссе — Видное» (СБВ) будет продлён по границе районов Северное Бутово и Южное Бутово до ж/д путей Курского направления и далее вдоль ж/д путей по северо-западной стороне в сторону МКАД до Варшавского шоссе                                                                         |
| Проектируемый проезд № 553   | Улица Академика Лисицына | |                 | Тимирязевский                                               |                                                 | Переименован на основании постановления Правительства Москвы от 25.10.2016 № 687-ПП |
| Проектируемый проезд № 589   | Присоединён к улице Академика Королёва вместе с безымянным проездом в юго-восточном створе улицы Линии Октябрьской Железной Дороги | |                 | Марфино                                                     |                                                 | На основании постановления Правительства Москвы от 10.11.2020 № 1926-ПП |
| Проектируемый проезд № 590   | Присоединён к Большой Марфинской улице | |                 | Марфино                                                     |                                                 | На основании постановления Правительства Москвы от 10.11.2020 № 1926-ПП |
| Проектируемый проезд № 607   | Улица Маршала Прошлякова | Между 2-й Лыковской улицей в створе Лыковского проезда и застройкой возле выезда с проспекта Маршала Жукова на внутреннюю сторону МКАД |                 | Строгино                                                    |                                                 | Переименован в 2012 году, длина около 1,4 км, обслуживается НГПТ, выезд на проспект Маршала Жукова, МКАД и Новорижское шоссе (и въезд с них на данную улицу) по Проектируемому проезду № 6321 (в западной части улицы, между домами 19 и 21) |
| Проектируемый проезд № 608   | Муравская улица | От Пятницкого шоссе северо-западнее 12-го микрорайона Митина в северо-восточном направлении, в сторону реки Муравки |                 | Митино                                                      |                                                 | Переименован в 1996 году, длина около 1,3 км, обслуживается НГПТ; начинается возле ст. м. «Пятницкое шоссе», севернее и северо-восточнее села Рождествено (в черте Москвы) продолжается как Проектируемые проезды № 989 и № 990 соответственно |
| Проектируемый проезд № 616   | Раменский бульвар | Между примыканием Винницкой улицы и Мосфильмовской улицы и улицей Светланова (бывшим Проектируемым проездом № 3538) в створе Проектируемого проезда № 1196 |                 | Раменки                                                     |                                                 | Переименован на основании постановления Правительства Москвы от 15.04.2013 № 235-ПП; длина около 1,4 км, обслуживается НГПТ; на Яндекс. Картах участок западнее Мичуринского проспекта ошибочно подписан «Проектируемый проезд № 6095» |
| Проектируемый проезд № 651   | Улица Академика Понтрягина | Между улицей Академика Семёнова (бывшим Проектируемым проездом № 678) и Остафьевской улицей (бывшим Проектируемым проездом № 670), в южном направлении, западнее микрорайона 11 Южного Бутова |                 | Южное Бутово                                                |                                                 | Переименован в 1996 году, длина около 1,1 км, обслуживается НГПТ |
| Проектируемый проезд № 653   | Присоединён к улице Кадырова | Между улицей Адмирала Лазарева (бывшим Проектируемым проездом № 875) и улицей Академика Семёнова (бывшим Проектируемым проездом № 678) |                 | Южное Бутово                                                |                                                 | На основании постановления Правительства Москвы от 10.11.2020 № 1926-ПП, длина около 500 м, обслуживается НГПТ |
| Проектируемый проезд № 655   | Бунинская аллея | Между примыканием улицы Академика Семёнова (бывшего Проектируемого проезда № 678) и Бартеневской улицы (бывшего Проектируемого проезда № 679) и Чечёрским проездом (бывшими Проектируемыми проездами № 856 и № 857) |                 | Южное Бутово                                                |                                                 | Переименован в 1996 году, длина около 2 км, обслуживается НГПТ, радом одноимённая станция метро Бутовской линии |
| Проектируемый проезд № 666   | Присоединён к Венёвской улице | Между Скобелевской улицей и Миргородской улицей в створе 1-го Миргородского переулка, длина около 800 м, обслуживается НГПТ (подъезд с запада к ж/д платформе Бутово Курского направления) |                 | Южное Бутово                                                |                                                 | На основании постановления Правительства Москвы от 10.11.2020 № 1926-ПП |
| Проектируемый проезд № 668   | Южнобутовская улица | Между Венёвской улицей и Остафьевской улицей (бывшим Проектируемым проездом № 670), южнее застройки бывшего села Чернёво, в юго-западном направлении, разделяет комплексы «Д1» и «Д», микрорайоны Гавриково и Поляны, 4А, Чечёра и 4, 5А и 5, 6А и 6 Южного Бутова                                                                  |                 | Южное Бутово                                                |                                                 | Переименован в 1996 году, длина около 3,2 км, обслуживается НГПТ |
| Проектируемый проезд № 670   | Остафьевская улица | Между Чечёрским проездом (бывшими Проектируемыми проездами № 856 и № 857) возле реки Чечёры и застройкой западнее улицы Академика Семёнова (бывшего Проектируемого проезда № 678), юго-западнее микрорайонов 6 и 11 Южного Бутова                                                                                                   |                 | Южное Бутово                                                |                                                 | Переименован в 1996 году, длина около 2,7 км, обслуживается НГПТ |
| Проектируемый проезд № 678   | Улица Академика Семёнова | Между Бунинской аллеей (бывшим Проектируемым проездом № 655) и южной оконечностью застройки южнее западной оконечности Остафьевской улицы (бывшего Проектируемого проезда № 670), частично по административной границе района |                 | Южное Бутово                                                |                                                 | Переименован в 1996 году, длина около 3,7 км, обслуживается НГПТ |
| Проектируемый проезд № 679   | Бартеневская улица | Между улицей Поляны и Бунинской аллеей (бывшим Проектируемым проездом № 655), в створе улицы Академика Семёнова (бывшего Проектируемого проезда № 678), огибает с северо-запада комплексы «А» и «Б» Южного Бутова |                 | Южное Бутово                                                |                                                 | Переименован в 2002 году, длина около 2 км, обслуживается НГПТ |
| Проектируемый проезд № 685   | Новопотаповский проезд | Между улицей Академика Семёнова (бывшим Проектируемым проездом № 678) и улицей Адмирала Лазарева (бывшим Проектируемым проездом № 875), в посёлке Потапово |                 | Южное Бутово                                                |                                                 | Переименован на основании постановления Правительства Москвы от 17.07.2001 № 657-ПП, длина около 600 м |
| Проектируемый проезд № 690   | Часть вдоль правого берега Яузы, напротив спортивного парка «Яуза» — набережная Говорухина | Между отстойником и боковым проездом проспекта Мира (в сторону центра) возле Ростокинских мостов, длина около 600 м |                 | Останкинский                                                |                                                 | На основании постановления Правительства Москвы от 05.06.2019 № 662-ПП, длина оставшейся части проезда (между застройкой возле дома 18к5 по Сельскохозяйственной улице и отстойником) около 400 м |
| Проектируемый проезд № 734   | Присоединён к улице Николая Сироткина | |                 | Южное Бутово                                                |                                                 | На основании постановления Правительства Москвы от 10.11.2020 № 1926-ПП, см. также Проектируемые проезды № 831, 6420 (переименованные) |
| Проектируемый проезд № 738   | Улица Академика Векшинского | |                 | Котловка                                                    |                                                 | Переименован на основании постановления Правительства Москвы от 01.11.2016 № 708-ПП |
| Проектируемый проезд № 740   | Улица Юлиана Семёнова | |                 | Солнцево                                                    |                                                 | Переименован на основании постановления Правительства Москвы от 02.08.2016 № 470-ПП |
| Проектируемый проезд № 744   | Уваровский переулок | Между 1-м Пенягинским проездом и улицей Генерала Белобородова, огибает с запада, юго-запада и юга часть микрорайона 8Г Митина |                 | Митино                                                      |                                                 | Переименован в 1998 году, длина около 650 м |
| Проектируемый проезд № 813   | Аллея Кремлёвских Курсантов | Между Ставропольской улицей и примыканием улицы Перерва и улицы Марьинский Парк (бывшего Проектируемого проезда № 933) (в створе последней) |                 | Люблино                                                     |                                                 | Переименован на основании постановления Правительства Москвы от 03.02.2015 № 34-ПП, длина около 1,3 км, западная часть обслуживается НГПТ |
| Проектируемый проезд № 831   | Присоединён к улице Николая Сироткина | |                 | Южное Бутово, присоединённые территории бывшего г. Щербинка |                                                 | На основании постановления Правительства Москвы от 10.11.2020 № 1926-ПП, см. также Проектируемые проезды № 734, 6420 (переименованные) |
| Проектируемый проезд № 856   | Часть Чечёрского проезда | |                 | Южное Бутово                                                |                                                 | Переименован в 1996 году, см. также Проектируемый проезд № 857 (переименованный); общая длина Чечёрского проезда около 2,9 км, он огибает с юго-востока комплекс «Д» и микрорайоны Поляны, 4, Чечёра, 5 и 6 Южного Бутова; обслуживается НГПТ |
| Проектируемый проезд № 857   | Часть Чечёрского проезда | |                 | Южное Бутово                                                |                                                 | Переименован в 1996 году, см. также Проектируемый проезд № 856 (переименованный) |
| Проектируемый проезд № 870   | Улица Адмирала Руднёва | От Бартеневской улицы (бывшего Проектируемого проезда № 679) вокруг комплексов «Б», «Б1» и «Б2» Южного Бутова, частично параллельно надземному участку Бутовской линии метро, и обратно к Бартеневской улице |                 | Южное Бутово                                                |                                                 | Переименован на основании постановления Правительства Москвы от 17.07.2001 № 657-ПП, обслуживается НГПТ |
| Проектируемый проезд № 872   | Часть улицы Горчакова | |                 | Южное Бутово                                                |                                                 | Переименован в 2002 году, см. также Проектируемый проезд № 874 (переименованный); общая длина улицы около 1,9 км, она огибает с запада и юго-запада комплексы «А», «А1», «Д» и «Д1» Южного Бутова; обслуживается НГПТ, рядом ст. м. «Улица Горчакова» |
| Проектируемый проезд № 874   | Часть улицы Горчакова | |                 | Южное Бутово                                                |                                                 | Переименован в 2002 году, см. также Проектируемый проезд № 872 (переименованный) |
| Проектируемый проезд № 875   | Улица Адмирала Лазарева | Между Венёвской улицей и Остафьевской улицей (бывшим Проектируемым проездом № 670), разделяет комплексы «А» и «А1», «Б» и «Б1», «В» и «В1» Южного Бутова, далее частично идёт параллельно застройке бывшей деревни Потапово |                 | Южное Бутово                                                |                                                 | Переименован в 2000 году, длина около 4,8 км, обслуживается НГПТ |
| Проектируемый проезд № 890   | Вернисажная улица | Между 2-м переулком Измайловского Зверинца и Щёлковским шоссе, в створе 1-й и 2-й улиц Измайловского Зверинца, вдоль МЦК и СВХ |                 | Измайлово                                                   |                                                 | Переименован на основании постановления Правительства Москвы от 26.06.2013 № 412-ПП, на основании постановления Правительства Москвы от 06.11.2018 № 1342-ПП улица была продлена примерно на 800 м (на участке между 2-м переулком Измайловского Зверинца и Измайловским шоссе) за счёт 2-й улицы Измайловского Зверинца, полная длина около 2,4 км |
| Проектируемый проезд № 922   | Присоединён к Валаамской улице (бывшему Проектируемому проезду № 477) | |                 | Бутырский                                                   |                                                 | На основании постановления Правительства Москвы от 10.11.2020 № 1926-ПП, см. также Проектируемый проезд № 1097 (присоединённый) |
| Проектируемый проезд № 933   | Часть между примыканием Перервинского бульвара и Поречной улицы и примыканием улицы Перерва и Проектируемого проезда № 813 (ныне аллея Кремлёвских Курсантов) переименована в улицу Марьинский Парк, оставшаяся часть проезда — от поворота улицы напротив дома 45 до Ставропольской улицы в районе примыкания к ней Ставропольского проезда | |                 | Марьино, Люблино                                            |                                                 | Переименован в 2001 году, длина переименованной части около 3,1 км, оставшейся — около 350 м, обе части бывшего проезда обслуживаются НГПТ |
| Проектируемый проезд № 939   | Улица Шувалова | Между Мичуринским проспектом в створе улицы Столетова и улицей Светланова (бывшим Проектируемым проездом № 3538) |                 | Раменки                                                     |                                                 | Переименован на основании постановления Правительства Москвы от 18.01.2005 № 19-ПП, длина около 500 м |
| Проектируемый проезд № 948   | Улица Степана Эрьзи | |                 | Южное Бутово, Щербинка (ЮЗАО, ТиНАО)                        |                                                 | Переименован на основании постановления Правительства Москвы от 24.10.2017 № 792-ПП |
| Проектируемый проезд № 969   | Формально часть от улицы Богатырский Мост до пересечения с Проектируемым проездом № 6328 присоединена к улице Богатырский Мост, фактически Проектируемый проезд № 969 и улица Богатырский Мост не пересекаются (см. примечание) | |                 | Богородское                                                 |                                                 | На основании постановления Правительства Москвы от 10.11.2020 № 1926-ПП; формально улица будет состоять из двух почти параллельных не связанных между собой участков (как показано на Яндекс. Картах); фактически улица Богатырский Мост — от Богородского шоссе до примыкания Белокаменного шоссе и 1-го Белокаменного проезда (возле южной оконечности Казённого пруда), а участок между Краснобогатырской улицей и Проектируемым проездом № 6503 (возле жилого комплекса) длиной около 800 м — Проектируемый проезд № 969 |
| Проектируемый проезд № 982   | Омская улица | |                 | Внуковское (ТиНАО)                                          |                                                 | Переименован в 2016 году |
| Проектируемый проезд № 995   | Новопетровский проезд | Между Ленинградским шоссе и улицей Клары Цеткин в створе Фармацевтического проезда, в основном вдоль МЦК (изнутри) |                 | Войковский                                                  |                                                 | Переименован на основании постановления Правительства Москвы от 15.04.2013 № 235-ПП, длина около 1,4 км |
| Проектируемый проезд № 1053  | Улица Крузенштерна | |                 | Лефортово                                                   |                                                 | Переименован на основании постановления Правительства Москвы от 10.11.2020 № 1926-ПП |
| Проектируемый проезд № 1097  | Присоединён к Валаамской улице (бывшему Проектируемому проезду № 477) | |                 | Тимирязевский, Бутырский                                    |                                                 | На основании постановления Правительства Москвы от 10.11.2020 № 1926-ПП, см. также Проектируемый проезд № 922 (присоединённый) |
| Проектируемый проезд № 1123  | Присоединён к Путейской улице | |                 | Западное Дегунино                                           |                                                 | На основании постановления Правительства Москвы от 10.11.2020 № 1926-ПП |
| Проектируемый проезд № 1139  | Соколово-Мещерская улица | Между примыканием Захарьинской улицы и Воротынской улицы в створе последней и Новокуркинским шоссе, разделяет микрорайоны Куркина 6, 15, 3, 12 и 11, 1, 2А, 2Б |                 | Куркино                                                     |                                                 | Переименован в 2001 году, длина около 2 км, обслуживается НГПТ |
| Проектируемый проезд № 1142  | Улица Соловьиная Роща | Между Воротынской улицей и Юровской улицей, разделяет микрорайоны Куркина 9, 7, 5, 4 и 17, 14, 5А, 13 |                 | Куркино                                                     |                                                 | Переименован в 2001 году, длина около 1,2 км, обслуживается НГПТ |
| Проектируемый проезд № 1210  | Проезд Ивана Паристого | Вдоль ж/д путей Казанского и Рязанского направлений, между сквером имени Калинина и застройкой южнее улицы Дворникова |                 | Лефортово                                                   |                                                 | Переименован на основании постановления Правительства Москвы от 01.03.2016 № 60-ПП, показан на Яндекс. Картах, длина около 600 м, есть выезды на Авиамоторную улицу между домами 35 и 37 по ней и на примыкание Авиамоторной улицы и Юрьевского переулка |
| Проектируемый проезд № 1221  | Часть между проспектом Лихачёва (бывшим Проектируемым проездом № 4965) и наземным участком Замоскворецкой линии метро присоединена к улице Мустая Карима | Исходно — между 2-м Кожуховским проездом и Проектируемым проездом № 4965 (ныне — частью проспекта Лихачёва); частично проходит по закрытой территории, сквозного проезда и прохода не было и нет |                 | Даниловский                                                 |                                                 | На основании постановления Правительства Москвы от 16.01.2018 № 7-ПП; оставшийся участок проезда от 2-го Кожуховского проезда в сторону наземного участка Замоскворецкой линии метро имеет длину около 200 м; см. также Проектируемый проезд № 7028 (переименованный) |
| Проектируемый проезд № 1282Б | Улица Маршала Ерёменко | Между улицей Маресьева (до 2012 она называлась Ново-Преображенской) и Проектируемым проездом № 1283, параллельно улице Вертолётчиков |                 | Некрасовка                                                  |                                                 | Переименован на основании постановления Правительства Москвы от 16.01.2018 № 7-ПП, длина около 450 м |
| Проектируемый проезд № 1285  | Улица Зои Воскресенской | |                 | Беговой                                                     |                                                 | Переименован на основании постановления Правительства Москвы от 24.10.2017 № 792-ПП |
| Проектируемый проезд № 1452  | Бульвар Солдатёнкова | |                 | Фили-Давыдково                                              |                                                 | Переименован на основании постановления Правительства Москвы от 10.11.2020 № 1926-ПП |
| Проектируемый проезд № 1481  | Часть между 1-й Курьяновской улицей (около главного входа на Курьяновскую станцию аэрации) и Батюнинской улицей, параллельно 4-й Курьяновской улицей (длина около 400 м) —5-я Курьяновская улица | Оставшаяся часть — между Курьяновской набережной (бывшим Проектируемым проездом № 4386) и Проектируемым проездом № 3712 |                 | Печатники                                                   |                                                 | На основании постановления Правительства Москвы от 01.10.2014 № 575-ПП, оставшаяся часть обслуживается НГПТ, её длина около 500 м, сквозного прохода и проезда между ней и 5-й Курьяновской улицей нет |
| Проектируемый проезд № 1599  | Вишнёвый проезд | Между улицей Свободы и Тушинской улицей, частично параллельно ж/д путям Рижского направления |                 | Покровское-Стрешнёво                                        |                                                 | Переименован на основании постановления Правительства Москвы от 26.06.2013 № 412-ПП, длина около 600 м |
| Проектируемый проезд № 1756  | Тушинская площадь | Между Волоколамским шоссе и проездом Стратонавтов, возле ст. м. «Тушинская» и одноимённой ж/д станции (бывшей Тушино) |                 | Южное Тушино                                                |                                                 | Переименован на основании постановления Правительства Москвы от 26.06.2013 № 412-ПП, продольный размер не менее 350 м, обслуживается НГПТ |
| Проектируемый проезд № 1888  | Присоединён к набережной Ганнушкина | По левому берегу Яузы между Оленьим и Глебовским мостами |                 | Богородское                                                 |                                                 | На основании постановления Правительства Москвы от 10.11.2020 № 1926-ПП; напротив него — часть проспекта Ветеранов |
| Проектируемый проезд № 1889  | Часть между рекой Яуза и Богородским шоссе — Проспект Ветеранов | По правому берегу Яузы между Глебовским и Оленьим мостами и далее на северо-запад до Богородского шоссе |                 | Сокольники                                                  |                                                 | Переименован на основании постановления Правительства Москвы от 24.05.2016 № 273-ПП; напротив оставшейся части, идущей по правому берегу Яузы — часть набережной Ганнушкина (бывший Проектируемый проезд № 1888) |
| Проектируемый проезд № 1901  | Присоединён к Вяземской улице | Между Сколковским шоссе в створе Вяземской улицы и развязкой с Рябиновой улицей, длина около 1,6 км, обслуживается НГПТ |                 | Можайский, Очаково-Матвеевское                              |                                                 | На основании постановления Правительства Москвы от 06.11.2018 № 1342-ПП |
| Проектируемый проезд № 1908  | Байкальский переулок | Между Байкальской улицей и Амурской улицей в районе улицы Бирюсинки, в промзоне, параллельно Иркутской улице |                 | Гольяново                                                   |                                                 | Переименован на основании постановления Правительства Москвы от 01.10.2014 № 575-ПП, длина около 400 м |
| Проектируемый проезд № 1951  | Вербная улица | Между Открытым шоссе, северной оконечностью улицы Николая Химушина и далее от неё в восточном направлении в сторону Иркутской улицы |                 | Метрогородок                                                |                                                 | Переименован в 1992 году, длина около 1 км; в западной части обслуживается НГПТ |
| Проектируемый проезд № 1968  | Улица Андрея Карлова | |                 | Дорогомилово                                                |                                                 | Переименован на основании постановления Правительства Москвы от 15.02.2017 № 42-ПП |
| Проектируемый проезд № 1980  | Часть длиной около 900 м от Мичуринского проспекта до Очаковского путепровода присоединена к Никулинской улице | |                 | Очаково-Матвеевское                                         |                                                 | По некоторым сведениям, номер был присвоен в честь Олимпиады-80. Переименован на основании постановления Правительства Москвы от 06.11.2018 № 1342-ПП; указан в КЛАДР; длина оставшейся части (от Никулинской улицы в районе Очаковского путепровода в юго-западном направлении, вдоль ж/д путей Киевского направления) около 650 м |
| Проектируемый проезд № 3407  | Братиславская улица | Между улицей Верхние Поля в створе Краснодонской улицы и Поречной улицей |                 | Марьино                                                     |                                                 | Переименован в 1995 году, длина около 2,1 км, обслуживается НГПТ |
| Проектируемый проезд № 3538  | Часть между Ломоносовским проспектом и Раменским бульваром — улица Светланова (2013 год), оставшаяся часть проезда присоединена к ней в 2020 году | Между Ломоносовским проспектом и Мичуринским проспектом (общая длина около 2,5 км) |                 | Раменки                                                     |                                                 | На основании постановлений Правительства Москвы от 10.11.2020 № 1926-ПП (южная часть, между Раменским бульваром и Мичуринским проспектом, длиной около 1,3 км) и от 24.09.2013 № 637-ПП (северная часть, между Ломоносовским проспектом и Раменским бульваром, длиной около 1,2 км); показан на Яндекс. Картах, обслуживается НГПТ |
| Проектируемый проезд № 3541  | Улица Академика Самарского | На основной территории МГУ, между Менделеевской улицей и улицей Лебедева, в створе Центральной аллеи Ботанического сада МГУ, параллельно улице Академика Хохлова |                 | Раменки                                                     |                                                 | Переименован на основании постановления Правительства Москвы от 29.07.2015 № 464-ПП, длина около 600 м |
| Проектируемый проезд № 3570  | Улица Грачёвка | Между Петрозаводской улицей (в районе дома 30 и конечной остановки автобусов «Петрозаводская улица») и Клинской улицей |                 | Ховрино                                                     |                                                 | Переименован на основании постановления Правительства Москвы от 10.11.2020 № 1926-ПП, длина проезда около 300 м |
| Проектируемый проезд № 3610  | Шоссейный проезд | От Шоссейной улицы в северо-западном направлении, в сторону 3-го Угрешского проезда (в постановлении Правительства Москвы указано «между Шоссейной улицей и Проектируемым проездом № 3698») |                 | Печатники                                                   |                                                 | Переименован на основании постановления Правительства Москвы от 24.09.2013 № 637-ПП, длина около 2,7 км; местоположение Проектируемого проезда № 3698 определить пока не удалось |
| Проектируемый проезд № 3689  | Котляковский проезд | Между Каширским шоссе (между домами 22 и 24) и 1-м Котляковским переулком |                 | Нагатино-Садовники, Москворечье-Сабурово                    |                                                 | Переименован на основании постановления Правительства Москвы от 24.09.2013 № 637-ПП, длина около 800 м |
| Проектируемый проезд № 3716  | 3-й Нагатинский проезд | Между Каширским шоссе (между домами 3 и 5) и 2-м Нагатинским проездом (по данным Яндекс. Карт, между Каширским шоссе и Проектируемым проездом № 3418) |                 | Нагатино-Садовники                                          |                                                 | Переименован на основании постановления Правительства Москвы от 24.09.2013 № 637-ПП, длина около 500 м |
| Проектируемый проезд № 3843  | Присоединён к Херсонской улице | Между улицей Каховка и Болотниковской улицей |                 | Черёмушки                                                   |                                                 | На основании постановления Правительства Москвы от 10.11.2020 № 1926-ПП; длина проезда около 900 м |
| Проектируемый проезд № 3855  | Улица Свержевского | Между Загородным шоссе в створе 4-го Загородного проезда и Севастопольским проспектом, возле ст. МЦК «Крымская» |                 | Донской                                                     |                                                 | Переименован на основании постановления Правительства Москвы от 04.09.2018 № 1033-ПП, длина около 550 м, обслуживается НГПТ |
| Проектируемый проезд № 3877  | Улица Чурилиха | От Волгоградского проспекта в створе западной части Самаркандского бульвара в южном направлении, к Госпиталю ветеранов войн № 2 |                 | Выхино-Жулебино                                             |                                                 | Переименован на основании постановления Правительства Москвы от 06.11.2018 № 1342-ПП, длина около 700 м, обслуживается НГПТ |
| Проектируемый проезд № 3879  | Улица Академика Ласкорина | Между улицей Москворечье и Каширским шоссе (в районе домов 52 и 54) |                 | Москворечье-Сабурово                                        |                                                 | Переименован на основании постановления Правительства Москвы от 08.04.2015 № 163-ПП |
| Проектируемый проезд № 3880  | Улица Славского | Между улицей Москворечье и Каширским шоссе (в районе домов 50 и 52) |                 | Москворечье-Сабурово                                        |                                                 | Переименован на основании постановления Правительства Москвы от 01.03.2016 № 60-ПП |
| Проектируемый проезд № 3888  | Улица Маршала Шестопалова | Между улицей Москворечье и проспектом Андропова, перпендикулярно Каширскому шоссе, возле ст. м. «Каширская» |                 | Москворечье-Сабурово, Нагатино-Садовники                    |                                                 | Переименован на основании постановления Правительства Москвы от 04.06.2014 № 295-ПП, длина более 1 км, обслуживается НГПТ |
| Проектируемый проезд № 4025  | Трикотажный проезд | от МКАД до улицы Василия Петушкова вдоль ж/д путей Рижского направления |                 | Южное Тушино, Митино                                        | 21944;                                          | Был указан в КЛАДР, ОМК УМ |
| Проектируемый проезд № 4062  | Часть между Проектируемым проездом № 4965 (бо́льшая часть позднее была переименована в проспект Лихачёва) и Проектируемым проездом № 7018 (южная часть позднее была переименована в бульвар Братьев Весниных) — набережная Марка Шагала | Частично на территории бывшего завода имени Лихачёва — между Проектируемым проездом № 4965 и Новинковским затоном Москва-реки, оставшаяся часть — по левому берегу Москва-реки, вдоль Южного речного вокзала, до Кожуховского затона в створе части 2-го Южнопортового проезда, перпендикулярной берегу                             |                 | Даниловский, Нагатинский Затон, Южнопортовый, Печатники     |                                                 | На основании постановления Правительства Москвы от 01.03.2016 № 60-ПП; указан в КЛАДР, показан на Яндекс. Картах, обслуживается НГПТ; через Новинковский затон Москва-реки строится а/м мост, через Кожуховский затон — построен и введён в эксплуатацию |
| Проектируемый проезд № 4251  | Поморский проезд | От Поморской улицы в северо-западном направлении до ж/д путей Савёловского направления и вдоль ж/д путей к Поморской улице |                 | Алтуфьевский, Отрадное                                      |                                                 | Переименован на основании постановления Правительства Москвы от 26.06.2013 № 412-ПП, длина около 550 м |
| Проектируемый проезд № 4264  | Улица Академика Александрова | Между улицей Маршала Новикова и улицей Маршала Василевского, параллельно 3-му Щукинскому проезду |                 | Щукино                                                      |                                                 | Переименован на основании постановления Правительства Москвы от 08.06.2010 № 476-ПП |
| Проектируемый проезд № 4293  | Часть Курьяновской набережной | Между Донецкой улицей и восточной частью Курьяновского терминала, по левому берегу Москва-реки, под ж/д мостом Курского направления |                 | Марьино, Печатники                                          |                                                 | На основании постановления Правительства Москвы от 06.11.2018 № 1342-ПП, см. также Проектируемый проезд № 4386 (переименованный); общая длина набережной около 2,1 км |
| Проектируемый проезд № 4300  | Улица Авиаконструктора Миля | От Егорьевского шоссе (улицы Гаршина) на северо-запад, в сторону ж/д платф. Панки, вдоль ж/д путей Рязанского направления, в створе улицы Кольцова (раб. пос. Томилино) |                 | МО, Люберцы, раб. пос. Томилино                             |                                                 | Показан на Яндекс. Картах, был указан в КЛАДР; не путать с одноимённой московской улицей в Выхино-Жулебино (ЮВАО)! |
| Проектируемый проезд № 4305  | Между Носовихинским шоссе (МО, г. Реутов, г. Балашиха) и примыканием Заводской улицы (МО, г. Реутов) и улицы 5-я линия (МО, г. Балашиха, мкрн. Никольско-Архангельский); в створе Транспортной улицы (МО, г. Реутов, г. Балашиха) | Присоединён к Транспортной улице |                 | МО, Реутов, Балашиха                                        |                                                 | Показан на Яндекс. Картах, длина около 1,6 км, пересекал ж/д пути Горьковского направления по эстакаде, проходя через анклав Кучинского лесопарка |
| Проектируемый проезд № 4386  | Часть Курьяновской набережной | Между парком технических видов спорта и восточной частью Курьяновского терминала, перепендикулярно Проектируемому проезду № 1481, на левом берегу Москва-реки |                 | Печатники                                                   |                                                 | На основании постановления Правительства Москвы от 06.11.2018 № 1342-ПП, см. также Проектируемый проезд № 4293 (переименованный); общая длина набережной около 2,1 км, западная часть обслуживается НГПТ |
| Проектируемый проезд № 4518  | Часть Дубравной улицы | |                 | Митино                                                      |                                                 | Переименован в 1995 году, см. также Проектируемые проезды № 357 и № 366 (переименованные) |
| Проектируемый проезд № 4668  | Улица Академика Полякова | Между Профсоюзной улицей и Новочерёмушкинской улицей, параллельно улице Гарибальди, возле ст. м. «Новые Черёмушки» |                 | Черёмушки                                                   |                                                 | Переименован на основании постановления Правительства Москвы от 20.10.2015 № 673-ПП, длина около 650 м, обслуживается НГПТ |
| Проектируемый проезд № 4668А | Фактически присоединён к Болотниковской улице | Между Севастопольским проспектом и Новочерёмушкинской улицей |                 | Черёмушки                                                   |                                                 | На основании постановления Правительства Москвы от 15.04.2013 № 235-ПП формально переименован, однако Болотниковская улица между Варшавским шоссе и Севастопольским проспектом длиной 2,4 км уже существовала с 1951 года, указанный проезд был проложен в 2011 году |
| Проектируемый проезд № 4826  | Улица Академика Ермольевой | Между Живописной улицей и улицей Гамалеи |                 | Щукино                                                      |                                                 | Переименован на основании постановления Правительства Москвы от 10.11.2020 № 1926-ПП, длина около 450 м |
| Проектируемый проезд № 4846  | Улица Академика Семенихина | Между улицей Архитектора Власова и Профсоюзной улицей |                 | Обручевский                                                 |                                                 | Переименован на основании постановления Правительства Москвы от 15.09.2020 |
| Проектируемый проезд № 4965  | Часть между набережной Марка Шагала (частью бывшего Проектируемого проезда № 4062) и улицей Мустая Карима возле ст. м. «Технопарк» — проспект Лихачёва | Между Автозаводской улицей западнее улицы Тюфелева Роща и улицей Мустая Карима возле ст. м. «Технопарк», от примыкания набережной Марка Шагала (части бывшего Проектируемого проезда № 4062) идёт в юго-восточном направлении |                 | Даниловский                                                 |                                                 | На основании постановления Правительства Москвы от 01.08.2018 № 869-ПП, общая длина главной дороги от Автозаводского моста до ст. м. «Технопарк» около 3 км, длина оставшейся части около 500 м |
| Проектируемый проезд № 4966  | Улица Академика Христиано́вича | |                 | Северный                                                    |                                                 | Переименован на основании постановления Правительства Москвы от 25.10.2016 № 687-ПП |
| Проектируемый проезд № 5003  | Казеевский переулок | От примыкания улицы Римского-Корсакова и Юрловского проезда в северо-западном направлении, в сторону Медведковской грузовой ж/д ветки, в створе Костромской улицы |                 | Отрадное                                                    |                                                 | Переименован на основании постановления Правительства Москвы от 19.06.2017 № 375-ПП, длина около 500 м |
| Проектируемый проезд № 5051  | Зеленодольский проезд | Между Зеленодольской улицей и Жигулёвской улицей параллельно Волгоградскому проспекту |                 | Кузьминки                                                   |                                                 | Переименован на основании постановления Правительства Москвы от 04.12.2012 № 694-ПП, длина около 400 м, обслуживается НГПТ |
| Проектируемый проезд № 5060  | Часть между Хибинским проездом и западным боковым проездом Ярославского шоссе (в сторону центра) — Хибинский переулок (длина около 250 м) | Оставшаяся часть — от восточного бокового проезда Ярославского шоссе (в сторону области) на юго-восток, между домами 22к3, 24к1, 24к2 и комплексом зданий МГСУ-МИСИ (дома 26) |                 | Ярославский                                                 |                                                 | На основании постановления Правительства Москвы от 10.11.2020 № 1926-ПП; длина оставшейся части около 300 м |
| Проектируемый проезд № 5063  | Улица Павла Фитина | |                 | Ясенево                                                     |                                                 | Переименован на основании постановления Правительства Москвы от 19.02.2020 № 115-ПП |
| Проектируемый проезд № 5079  | Джамгаровская улица | От Стартовой улицы через плотину Нижнего Джамгаровского пруда на реке Ичке в северном направлении, в сторону Перловского кладбища и МКАД |                 | Лосиноостровский                                            |                                                 | Переименован на основании постановления Правительства Москвы от 26.06.2013 № 412-ПП, длина около 750 м |
| Проектируемый проезд № 5096  | Старопокровский проезд | Между 1-м Дорожным проездом и улицей Подольских Курсантов, параллельно Варшавскому шоссе |                 | Чертаново Центральное                                       |                                                 | Переименован на основании постановления Правительства Москвы от 24.09.2013 № 637-ПП, длина Старопокровского проезда около 700 м, он обслуживается НГПТ; в то же время на Яндекс. Картах показан другой Проектируемый проезд № 5096 — от примыкания Поселковой улицы и улицы Камова в северо-восточном направлении, в сторону Каскадной улицы (ВАО, Косино-Ухтомский), длина около 150 м |
| Проектируемый проезд № 5113  | Батюнинский проезд | От Батюнинской улицы в северо-западном направлении |                 | Печатники                                                   |                                                 | Переименован на основании постановления Правительства Москвы от 01.10.2014 № 575-ПП, длина около 1,3 км, обслуживается НГПТ |
| Проектируемый проезд № 5159  | Часть от Варшавского шоссе до Пролетарского проспекта присоединена к Кантемировской улице | |                 | Чертаново Северное, Москворечье-Сабурово, Царицыно          |                                                 | На основании постановления Правительства Москвы от 10.11.2020 № 1926-ПП, фактически остался участок длиной около 2,1 км от 1-го Котляковского переулка до Кавказского бульвара, который раньше на участке к западу от Пролетарского проспекта считался частью Кантемировской улицы, а восточнее — её дублёром |
| Проектируемый проезд № 5167  | Новомещерский проезд | Между 5-й улицей Лазёнки и 1-м Дачно-Мещерским проездом, в основном по южной границе Мещерского (бывшего Баковского) лесопарка, по границе Москвы и Московской области, частично вдоль ж/д путей Киевского направления, западнее платформы Мещерская (бывшей Сколково, Востряково)                                                  |                 | Солнцево                                                    |                                                 | Переименован на основании постановления Правительства Москвы от 15.04.2013 № 235-ПП, длина около 4 км |
| Проектируемый проезд № 5175  | Часть улицы Капотня | Между примыканием Проектируемого проезда № 5467 и 1-го Капотнинского проезда и МКАД (длина около 1,7 км, обслуживается НГПТ) |                 | Капотня                                                     |                                                 | На основании постановления Правительства Москвы от 24.09.2013 № 637-ПП, см. также Проектируемый проезд № 5467 (переименованный) |
| Проектируемый проезд № 5177  | Удмуртская улица | Между Мастеровой улицей и Перовской улицей |                 | Перово                                                      |                                                 | Переименован на основании постановления Правительства Москвы от 25.10.2016 № 687-ПП |
| Проектируемый проезд № 5179  | Улица Коломникова | От Шоссейной улицы в северо-западном направлении, в сторону Проектируемого проезда № 3502, параллельно Волгоградскому проспекту, вдоль наземного участка Таганско-Краснопресненской линии метро |                 | Печатники                                                   |                                                 | Переименован на основании постановления Правительства Москвы от 20.10.2015 № 673-ПП, длина около 1,3 км |
| Проектируемый проезд № 5207  | Бусиновский проезд | Между Ижорской улицей и МКАД, в створе Проектируемого проезда № 6027 (новой связкой между Лихачёвским шоссе и а/м развязкой на 78 км МКАД, совмещённой с въездом с внешней стороны МКАД на платную трассу М-11 «Нева») |                 | Западное Дегунино, Дмитровский                              |                                                 | Переименован на основании постановления Правительства Москвы от 15.04.2013 № 235-ПП, длина около 900 м |
| Проектируемый проезд № 5217  | От Проектируемого проезда № 5175 (ныне часть улицы Капотня) в южном направлении, в сторону МКАД — 2-й Капотнинский проезд | Оставшаяся часть — между примыканием Алексеевской улицы и улицы Энергетиков (МО, г. Дзержинский), а/м туннелем под МКАД, оконечностью 1-го Капотнинского проезда (возле домов 17, 17А 5-го квартала Капотни) и домом 2 5-го квартала Капотни                                                                                        |                 | Капотня                                                     |                                                 | Переименован на основании постановления Правительства Москвы от 24.09.2013 № 637-ПП, длина не обслуживаемой НГПТ переименованной части около 600 м, она тупиковая; длина оставшейся части около 1,1 км, она обслуживается НГПТ, сквозного проезда между частями улицы предположительно нет |
| Проектируемый проезд № 5231  | Малая Очаковская улица | Между Озёрной улицей и Проектируемым проездом № 1980 (ныне часть Никулинской улицы), в основном параллельно Озёрной улице |                 | Очаково-Матвеевское                                         |                                                 | Переименован на основании постановления Правительства Москвы от 15.04.2013 № 235-ПП |
| Проектируемый проезд № 5267  | Вербилковский проезд | Между Дубнинской улицей и Дмитровским шоссе почти перпендикулярно им, в районе Лианозовского электромеханического завода |                 | Восточное Дегунино, Дмитровский                             |                                                 | Переименован на основании постановления Правительства Москвы от 15.04.2013 № 235-ПП, длина около 900 м |
| Проектируемый проезд № 5280  | Улица Зарянова | Между Керамическим проездом и Бескудниковским бульваром, в основном параллельно улице Восьмисотлетия Москвы |                 | Восточное Дегунино, Бескудниковский                         |                                                 | Переименован на основании постановления Правительства Москвы от 20.10.2015 № 673-ПП, длина около 1 км, обслуживается НГПТ |
| Проектируемый проезд № 5302  | Присоединён к улице Мусы Джалиля | Между улицей Мусы Джалиля и Бесединским шоссе (бывшим Проектируемым проездом № 5396), в створе Братеевской улицы |                 | Зябликово                                                   |                                                 | На основании постановления Правительства Москвы от 24.09.2013 № 637-ПП, длина около 600 м, обслуживается НГПТ |
| Проектируемый проезд № 5314  | Улица Михаила Грешилова | Между Голубинской улицей и Новоясеневским проспектом возле ст. м. «Тёплый Стан» |                 | Ясенево                                                     |                                                 | Переименован на основании постановления Правительства Москвы от 19.06.2017 № 375-ПП, длина около 1 км |
| Проектируемый проезд № 5341  | Присоединён к Ключевой улице | Между примыканием Ключевой улицы и бывшего безымянного проезда вдоль реки Городни (ныне улица Братеевская Слободка) у ст. м. «Алма-Атинская» и Братеевской улицей |                 | Братеево                                                    |                                                 | На основании постановления Правительства Москвы от 04.09.2018 № 1033-ПП, длина около 900 м, обслуживается НГПТ |
| Проектируемый проезд № 5349  | Островная улица | Между улицей Нижние Мнёвники (СЗХ) возле Крылатского моста и застройкой перед Верхней улицей посёлка Речник в районе примыкания улицы 3-я линия к Нижней улице, частично вдоль Москва-реки (по правому берегу), частично вдоль Гребного канала                                                                                      |                 | Крылатское                                                  |                                                 | Переименован в 2002 году, длина около 3,2 км, южная часть (до выхода к каналу) обслуживается НГПТ |
| Проектируемый проезд № 5396  | Бесединское шоссе | Между Братеевским мостом в створе Люблинской улицы и МКАД (Бесединской развязкой) |                 | Братеево, Зябликово, Орехово-Борисово Южное                 |                                                 | Показан на Яндекс. Картах, переименован на основании постановления Правительства Москвы от 01.10.2014 № 575-ПП, длина около 4 км, обслуживается НГПТ; один из самых крупных «внутриМКАДных» бывших и существующих проектируемых проездов |
| Проектируемый проезд № 5398  | Улица Бойчука | Между Бесединским шоссе (бывшим Проектируемым проездом № 5396) и бывшим Проектируемым проездом № 5399 (переименован в улицу Красный Луг) |                 | Братеево                                                    |                                                 | Переименован на основании постановления Правительства Москвы от 15.12.2015 № 859-ПП, длина около 1 км |
| Проектируемый проезд № 5399  | Улица Красный Луг | От Бесединского шоссе (бывшего Проектируемого проезда № 5396) к электродепо «Братеево» и к Бесединскому шоссе |                 | Братеево                                                    |                                                 | Переименован на основании постановления Правительства Москвы от 04.09.2018 № 1033-ПП, длина около 2,4 км |
| Проектируемый проезд № 5467  | Часть улицы Капотня | Между улицей Верхние Поля и примыканием 1-го Капотнинского проезда и Проектируемого проезда № 5175 (длина около 2,2 км, обслуживается НГПТ) |                 | Капотня                                                     |                                                 | На основании постановления Правительства Москвы от 24.09.2013 № 637-ПП, см. также Проектируемый проезд № 5175 (переименованный) |
| Проектируемый проезд № 5485  | Улица Гризодубовой | Между примыканием Проектируемого проезда № 6161 и улицы Авиаконструктора Сухого (бывших Проектируемых проездов № 5490 и № 5509) в створе последней и примыканием улицы Генерала Ивашутина (бывшего Проектируемого проезда № 5486) и 3-го Ходынского проезда (бывшего Проектируемого проезда № 6338) в створе проезда Берёзовой Рощи |                 | Хорошёвский                                                 |                                                 | Переименован в 2004 году, длина около 900 м, обслуживается НГПТ |
| Проектируемый проезд № 5486  | Улица Генерала Ивашутина | Между улицей Генерала Колесника (бывшим Проектируемым проездом № 5487) и примыканием улицы Гризодубовой (бывшего Проектируемого проезда № 5485) и проезда Берёзовой Рощи в створе 3-го Ходынского проезда (бывшего Проектируемого проезда № 6338)                                                                                   |                 | Хорошёвский                                                 |                                                 | Переименован на основании постановления Правительства Москвы от 19.06.2017 № 375-ПП, длина около 700 м; в южной части обслуживается НГПТ, сквозного прохода и проезда по улице нет |
| Проектируемый проезд № 5487  | Улица Генерала Колесника | Между Хорошёвским шоссе в створе 4-й Магистральной улицы и улицей Гризодубовой (бывшим Проектируемым проездом № 5485) |                 | Хорошёвский                                                 |                                                 | Переименован на основании постановления Правительства Москвы от 19.06.2017 № 375-ПП, длина около 550 м; сквозного прохода и проезда по улице нет |
| Проектируемый проезд № 5489  | Улица Полины Осипенко | Между улицей Генерала Колесника (бывшим Проектируемым проездом № 5487) и улицей Маргелова (бывшим Проектируемым проездом № 6367), частично параллельно Хорошёвскому шоссе |                 | Хорошёвский                                                 |                                                 | Переименован на основании постановления Правительства Москвы от 21.02.2006 № 125-ПП, длина более 1,1 км |
| Проектируемый проезд № 5490  | Часть улицы Авиаконструктора Сухого | Между улицей Гризодубовой (бывшим Проектируемым проездом № 5485) и 1-м Ходынским проездом (бывшим Проектируемым проездом № 6340), в створе улицы Гризодубовой |                 | Хорошёвский                                                 |                                                 | Переименован в 2006 году, см. также Проектируемый проезд № 5509 (переименованный) (в источнике в номере второго исходного проезда опечатка: должно быть «5509») |
| Проектируемый проезд № 5492  | Часть от улицы Фомичёвой до Планерной улицы — улица Бубнова (длина около 900 м) | Между улицей Фомичёвой и дублёром бульвара Яна Райниса, параллельно улице Героев Панфиловцев |                 | Северное Тушино                                             |                                                 | На основании постановления Правительства Москвы от 10.11.2020 № 1926-ПП, длина оставшейся части около 500 м |
| Проектируемый проезд № 5504  | Присоединён к улице Академика Бакулева | Между Ленинским проспектом и улицей Островитянова, огибает жилую застройку вдоль Ленинского проспекта с юго-запада, юга и юго-востока |                 | Тёплый Стан                                                 |                                                 | На основании постановления Правительства Москвы от 10.11.2020 № 1926-ПП, длина присоединённой части проезда около 900 м, фактически не присоединённой части проезда (с односторонним движением) — около 700 м |
| Проектируемый проезд № 5505  | Улица Александра Гомельского | От Ленинградского проспекта (между домами 37 и 39) в юго-западном направлении, к спорткомплексу ЦСКА |                 | Хорошёвский                                                 |                                                 | Переименован на основании постановления Правительства Москвы от 20.02.2018 № 84-ПП, длина около 450 м |
| Проектируемый проезд № 5506  | Часть улицы Авиаконструктора Микояна | Между продолжением улицы Александра Гомельского (бывшего Проектируемого проезда № 5505) и примыканием улицы Маршала Шапошникова (одной части бывшего Проектируемого проезда № 5509) и улицы Авиаконструктора Сухого (другой части бывшего Проектируемого проезда № 5509), параллельно Ленинградскому проспекту                      |                 | Хорошёвский                                                 |                                                 | Переименован на основании постановления Правительства Москвы от 21.02.2006 № 125-ПП, см. также Проектируемый проезд № 282 (переименованный); обслуживается НГПТ |
| Проектируемый проезд № 5508  | Улица Генерала Сандалова | Между Ленинградским проспектом и улицей Авиаконструктора Микояна (бывшими Проектируемыми проездами № 282 и № 5506), в створе улицы Серёгина и Ходынского бульвара |                 | Хорошёвский                                                 |                                                 | Переименован на основании постановления Правительства Москвы от 15.02.2017 № 42-ПП, длина около 650 м, обслуживается НГПТ |
| Проектируемый проезд № 5509  | Часть между Ленинградским проспектом и улицей Авиаконструктора Микояна (бывшими Проектируемыми проездами № 282 и № 5506) — улица Маршала Шапошникова, часть между улицей Авиаконструктора Микояна и 1-м Ходынским проездом (бывшим Проектируемым проездом № 6340) — улица Авиаконструктора Сухого                                            | Между Ленинградским проспектом и 1-м Ходынским проездом (бывшим Проектируемым проездом № 6340), в створе улицы Гризодубовой (бывшего Проектируемого проезда № 5485) |                 | Хорошёвский                                                 |                                                 | Переименован на основании постановления Правительства Москвы от 15.02.2017 № 42-ПП, см. также Проектируемый проезд № 5490 (переименованный); общая длина двух проездов около 600 м, обслуживается НГПТ |
| Проектируемый проезд № 5509А | Улица Чавеса | От Ленинградского проспекта в юго-западном направлении, к гостинице «Аэростар» |                 | Хорошёвский                                                 |                                                 | Переименован на основании постановления Правительства Москвы от 26.06.2013 № 412-ПП, длина около 200 м, тупиковый; в постановлении ошибочно указаны номер 5509 и прохождение до улицы Авиаконструктора Микояна |
| Проектируемый проезд № 5523  | Подушкинский переулок | Между улицей Лескова и Белозерской улицей |                 | Бибирево                                                    |                                                 | Переименован на основании постановления Правительства Москвы от 26.06.2013 № 412-ПП, длина около 200 м, обслуживается НГПТ |
| Проектируемый проезд № 5556  | Старомарковский проезд | |                 | Северный                                                    |                                                 | Переименован на основании постановления Правительства Москвы от 25.10.2016 № 687-ПП |
| Проектируемый проезд № 5557  | Улица Академика Флёрова | |                 | Северный                                                    |                                                 | Переименован на основании постановления Правительства Москвы от 25.10.2016 № 687-ПП |
| Проектируемый проезд № 6017  | Часть улицы Маршала Воробьёва | Между примыканием Проектируемого проезда № 6018 и Проектируемого проезда № 6387 в створе Проектируемого проезда № 120 и примыканием улицы Твардовского к Таллинской улице возле трамвайного круга |                 | Строгино                                                    |                                                 | Переименован на основании постановления Правительства Москвы от 26.06.2013 № 412-ПП; см. также Проектируемый проезд № 120 (переименованный); обслуживается НГПТ, частично идёт параллельно МКАД (изнутри), по части проезда проходит служебная трамвайная линия в Краснопресненское (Строгинское) депо |
| Проектируемый проезд № 6020  | Переулок Льва Выготского | Между Большим Саввинским переулком и Саввинской набережной |                 | Хамовники                                                   |                                                 | Переименован на основании постановления Правительства Москвы от 15.12.2015 № 859-ПП, длина около 150 м |
| Проектируемый проезд № 6021  | Улица Эльдара Рязанова | Между улицей Обручева и улицей Новаторов, частично параллельно Ленинскому проспекту, частично перпендикулярно ему |                 | Обручевский                                                 |                                                 | Переименован на основании постановления Правительства Москвы от 24.10.2017 № 792-ПП, длина около 1,1 км |
| Проектируемый проезд № 6026  | Усачёвский переулок | Между Малой Пироговской улицей и улицей Усачёва, северо-восточнее улицы Десятилетия Октября |                 | Хамовники                                                   |                                                 | Переименован на основании постановления Правительства Москвы от 15.04.2013 № 235-ПП, длина около 150 м |
| Проектируемый проезд № 6074  | Присоединён к Ливенской улице | Между Изюмской улицей и Краснолиманской улицей, длина около 400 м |                 | Южное Бутово                                                |                                                 | На основании постановления Правительства Москвы от 10.11.2020 № 1926-ПП; исходная длина улицы чуть больше 100 м |
| Проектируемый проезд № 6075  | Часть между Проектируемым проездом № 359 (см. выше, не переименован) и Проектируемым проездом № 6073 (точное местоположение определить не удалось — предположительно, к западу от Миргородского проезда и к северу от Венёвской улицы) присоединена к Краснолиманской улице                                                                  | Между Изюмской улицей и ж/д линией Курского направления, вдоль правого берега реки Гвоздянки |                 | Южное Бутово                                                |                                                 | На основании постановления Правительства Москвы от 10.11.2020 № 1926-ПП; оставшаяся часть проезда — возможно, между Миргородской улицей, Проектируемым проездом № 359 и Алексинской улицей (длина около 400 м) |
| Проектируемый проезд № 6078  | Улица Маршала Кожедуба | Между Краснодарской улицей и улицей Марьинский Парк (бывшим Проектируемым проездом № 933), частично параллельно улице Перерва |                 | Люблино                                                     |                                                 | Переименован в 2003 году, длина около 1,1 км |
| Проектируемый проезд № 6079  | Улица Маршала Баграмяна | Между улицей Маршала Кожедуба (бывшим Проектируемым проездом № 6078) и улицей Марьинский Парк (бывшим Проектируемым проездом № 933), перпендикулярно им |                 | Люблино                                                     |                                                 | Переименован в 2003 году, длина около 300 м |
| Проектируемый проезд № 6080  | Ходынский бульвар | Между проездом Берёзовой Рощи и улицей Авиаконструктора Микояна (бывшими Проектируемыми проездами № 282 и № 5506) в створе улицы Генерала Сандалова (бывшего Проектируемого проезда № 5508), на территории бывшего Центрального аэродрома имени М. В. Фрунзе                                                                        |                 | Хорошёвский                                                 |                                                 | Переименован на основании постановления Правительства Москвы от 21.02.2006 № 125-ПП, западная и восточная оконечности обслуживаются НГПТ, оставшаяся часть пешеходная |
| Проектируемый проезд № 6083  | Улица Матушкина | Между Новочерёмушкинской улицей и Болотниковской улицей |                 | Черёмушки                                                   |                                                 | Переименован на основании постановления Правительства Москвы от 20.10.2015 № 673-ПП, длина около 600 м |
| Проектируемый проезд № 6084  | Улица Веры Волошиной | Между улицей Зорге и улицей Генерала Ивашутина (бывшим Проектируемым проездом № 5486), параллельно Хорошёвскому шоссе |                 | Хорошёвский                                                 |                                                 | Переименован на основании постановления Правительства Москвы от 19.06.2017 № 375-ПП, см. также Проектируемый проезд № 6098 (присоединённый); общая длина улицы около 600 м, она обслуживается НГПТ |
| Проектируемый проезд № 6085  | Улица Архитектора Белопольского | |                 | Коньково                                                    |                                                 | Переименован на основании постановления Правительства Москвы от 24.10.2017 № 792-ПП |
| Проектируемый проезд № 6098  | Присоединён к улице Веры Волошиной (бывшему Проектируемому проезду № 6084) | Между улицей Куусинена и улицей Зорге |                 | Хорошёвский                                                 |                                                 | На основании постановления Правительства Москвы от 10.11.2020 № 1926-ПП, см. также Проектируемый проезд № 6084 (переименованный) |
| Проектируемый проезд № 6108  | Проезд Пахтусова | Между проездом Шокальского и Полярной улицей, почти параллельно проезду Дежнёва |                 | Южное Медведково                                            |                                                 | Переименован на основании постановления Правительства Москвы от 19.06.2017 № 375-ПП, длина около 550 м |
| Проектируемый проезд № 6112  | Улица Святослава Рихтера | Между Каширским шоссе (между домами 42 и 44, напротив главного здания МИФИ) и улицей Москворечье |                 | Москворечье-Сабурово                                        |                                                 | Переименован на основании постановления Правительства Москвы от 29.07.2015 № 464-ПП, длина около 600 м |
| Проектируемый проезд № 6132  | Улица Кадырова | Между Бунинской аллеей (бывшим Проектируемым проездом № 655) и улицей Адмирала Лазарева (бывшим Проектируемым проездом № 875), огибает с юга комплекс «В1» Южного Бутова |                 | Южное Бутово                                                |                                                 | Переименован в 2014 году, исходная длина около 750 м, см. также Проектируемый проезд № 653 (присоединённый); рядом ст. м. «Бунинская аллея» Бутовской линии |
| Проектируемый проезд № 6133  | Присоединён к Загорьевской улице | Между Загорьевской улицей и Лебедянской улицей, длина около 700 м, обслуживается НГПТ |                 | Бирюлёво Восточное                                          |                                                 | На основании постановления Правительства Москвы от 10.11.2020 № 1926-ПП; фактически в восточной части района появляется две «ветви» Загорьевской улицы, примыкающие к Лебедянской улице возле домов 34, 36 и 38 (по ней) соответственно |
| Проектируемый проезд № 6143  | Новоухтомская улица | Между Большой Косинской улицей и Проектируемым проездом № 6144, почти параллельно Оренбургской улице |                 | Косино-Ухтомский                                            |                                                 | Переименован на основании постановления Правительства Москвы от 15.04.2013 № 235-ПП, длина около 500 м |
| Проектируемый проезд № 6158  | Часть улицы Маршала Судца | Между улицей Гризодубовой (бывшим Проектируемым проездом № 5485) и Проектируемым проездом № 6157 |                 | Хорошёвский                                                 |                                                 | На основании постановления Правительства Москвы от 03.02.2015 № 34-ПП, см. также Проектируемый проезд № 6159 (переименованный); общая длина улицы около 400 м, совместно с Проектируемым проездом № 6159 огибают с юга корпуса дома 1 по улице Гризодубовой |
| Проектируемый проезд № 6159  | Часть улицы Маршала Судца | Между Проектируемым проездом № 6157 и Проектируемым проездом № 6161 |                 | Хорошёвский                                                 |                                                 | На основании постановления Правительства Москвы от 03.02.2015 № 34-ПП, см. также Проектируемый проезд № 6158 (переименованный) |
| Проектируемый проезд № 6216  | Улица Колобашкина | Между Котляковской улицей и Пролетарским проспектом, частично вдоль левого берега реки Чертановки |                 | Москворечье-Сабурово                                        |                                                 | Переименован на основании постановления Правительства Москвы от 03.02.2015 № 34-ПП, длина около 850 м |
| Проектируемый проезд № 6240  | Часть между 6-й и 9-й Чоботовскими аллеями присоединена к 6-й Чоботовской аллее | |                 | Ново-Переделкино                                            |                                                 | На основании постановления Правительства Москвы от 10.11.2020 № 1926-ПП; присоединённый участок имеет длину около 300 м, ранее конец улицы упирался в малоэтажную жилую застройку; местоположение оставшейся части проезда определить пока не удалось |
| Проектируемый проезд № 6268  | Часть между 9-й Северной линией и Проектируемым проездом № 6269 присоединена к 9-й Северной линии | |                 | Северный                                                    |                                                 | На основании постановления Правительства Москвы от 25.10.2016 № 687-ПП, см. также Проектируемый проезд № 6269 (присоединённый) |
| Проектируемый проезд № 6269  | Присоединён к 9-й Северной линии | |                 | Северный                                                    |                                                 | На основании постановления Правительства Москвы от 25.10.2016 № 687-ПП, см. также Проектируемый проезд № 6268 (переименованный) |
| Проектируемый проезд № 6281  | Битцевский проезд | От Проектируемого проезда № 5464 в сторону Балаклавского проспекта (выезд в створе Азовской улицы) и Чертановской улицы, возле которой также примыкает к Проектируемому проезду № 5464 |                 | Чертаново Северное                                          |                                                 | Переименован на основании постановления Правительства Москвы от 08.04.2015 № 163-ПП, длина около 1,7 км, обслуживается НГПТ; огибает с запада, в севера и частично с востока микрорайон Чертаново Северное |
| Проектируемый проезд № 6309  | Улица Академика Бармина | Между 3-й Филёвской улицей и улицей Барклая |                 | Филёвский Парк                                              |                                                 | Переименован на основании постановления Правительства Москвы от 01.10.2014 № 575-ПП, длина около 400 м |
| Проектируемый проезд № 6327  | Присоединён к Ланинскому переулку | |                 | Богородское                                                 |                                                 | На основании постановления Правительства Москвы от 10.11.2020 № 1926-ПП |
| Проектируемый проезд № 6328  | Присоединён к Погонному проезду | |                 | Богородское                                                 |                                                 | На основании постановления Правительства Москвы от 10.11.2020 № 1926-ПП |
| Проектируемый проезд № 6338  | 3-й Ходынский проезд | Между Ходынским бульваром и примыканием улицы Гризодубовой (бывшего Проектируемого проезда № 5485) и проезда Берёзовой Рощи, в створе улицы Генерала Ивашутина (бывшего Проектируемого проезда № 5486) |                 | Хорошёвский                                                 |                                                 | Переименован на основании постановления Правительства Москвы от 15.04.2013 № 235-ПП, в тексте постановления бульвар ошибочно назван «Хорошевским» (такого объекта в Москве не было и нет), упоминания проезда Берёзовой Рощи и Проектируемого проезда № 5486 нет; длина около 300 м |
| Проектируемый проезд № 6339  | 2-й Ходынский проезд | Между Ходынским бульваром и улицей Гризодубовой (бывшим Проектируемым проездом № 5485) |                 | Хорошёвский                                                 |                                                 | Переименован на основании постановления Правительства Москвы от 15.04.2013 № 235-ПП, в тексте постановления бульвар ошибочно назван «Хорошевским» (такого объекта в Москве не было и нет); длина около 300 м |
| Проектируемый проезд № 6340  | 1-й Ходынский проезд | Между Ходынским бульваром и улицей Авиаконструктора Сухого (бывшими Проектируемыми проездами № 5490 и № 5509) |                 | Хорошёвский                                                 |                                                 | Переименован на основании постановления Правительства Москвы от 15.04.2013 № 235-ПП, в тексте постановления бульвар ошибочно назван «Хорошевским» (такого объекта в Москве не было и нет), вместо одного из концов была ошибочно указана улица Гризодубовой; длина около 200 м, обслуживается НГПТ |
| Проектируемый проезд № 6341  | 4-й Ходынский проезд | Между Ходынским бульваром и проездом Берёзовой Рощи |                 | Хорошёвский                                                 |                                                 | Переименован на основании постановления Правительства Москвы от 15.04.2013 № 235-ПП, в тексте постановления бульвар ошибочно назван «Хорошевским» (такого объекта в Москве не было и нет), вместо одного из концов была ошибочно указана улица Гризодубовой; длина около 300 м, обслуживается НГПТ |
| Проектируемый проезд № 6354  | Улица Доронина | |                 | Лианозово                                                   |                                                 | Переименован на основании постановления Правительства Москвы от 01.11.2016 № 708-ПП |
| Проектируемый проезд № 6367  | Улица Маргелова | Между Хорошёвским шоссе и Проектируемым проездом № 6161 |                 | Хорошёвский                                                 |                                                 | Переименован на основании постановления Правительства Москвы от 24.09.2013 № 637-ПП, длина более 1,2 км, обслуживается НГПТ |
| Проектируемый проезд № 6368  | Улица Бориса Петровского | |                 | Беговой, Хорошёвский                                        |                                                 | Переименован на основании постановления Правительства Москвы от 22.02.2017 № 57-ПП |
| Проектируемый проезд № 6370  | Шайдаровская улица | Между Кантемировской улицей и улицей Кошкина |                 | Москворечье-Сабурово                                        |                                                 | Переименован на основании постановления Правительства Москвы от 10.11.2020 № 1926-ПП, длина около 800 м |
| Проектируемый проезд № 6390  | Улица Маршала Сергеева | Между Молодогвардейской улицей и Ярцевской улицей (СЗХ) в районе примыкания к ней Оршанской улицы |                 | Кунцево                                                     |                                                 | Переименован на основании постановления Правительства Москвы от 19.06.2017 № 375-ПП, длина около 600 м |
| Проектируемый проезд № 6420  | Присоединён к улице Николая Сироткина | |                 | Южное Бутово                                                |                                                 | На основании постановления Правительства Москвы от 10.11.2020 № 1926-ПП, см. также Проектируемые проезды № 734, 831 (переименованные) |
| Проектируемый проезд № 6554  | Часть Афанасовского шоссе | |                 | Северный                                                    |                                                 | На основании постановления Правительства Москвы от 25.10.2016 № 687-ПП; см. также Проектируемый проезд № 6559 (переименованный) |
| Проектируемый проезд № 6558  | Улица Заболотье | |                 | Северный                                                    |                                                 | Переименован на основании постановления Правительства Москвы от 25.10.2016 № 687-ПП |
| Проектируемый проезд № 6559  | Часть Афанасовского шоссе | |                 | Северный                                                    |                                                 | На основании постановления Правительства Москвы от 25.10.2016 № 687-ПП; см. также Проектируемый проезд № 6554 (переименованный) |
| Проектируемый проезд № 6565  | Присоединён к улице Фонвизина | |                 | Бутырский                                                   |                                                 | На основании постановления Правительства Москвы от 10.11.2020 № 1926-ПП |
| Проектируемый проезд № 6611  | Улица Михаила Якушина | Между улицей Юрия Никулина (бывшим Проектируемым проездом № 6613) и Петровско-Разумовской аллеей |                 | Аэропорт                                                    |                                                 | Переименован на основании постановления Правительства Москвы от 16.01.2018 № 7-ПП, длина около 150 м |
| Проектируемый проезд № 6612  | Улица Игоря Численко | Между улицей Юрия Никулина (бывшим Проектируемым проездом № 6613) и внутриквартальным проездом, параллельным улице Новая Башиловка |                 | Аэропорт                                                    |                                                 | Переименован на основании постановления Правительства Москвы от 16.01.2018 № 7-ПП, длина около 150 м |
| Проектируемый проезд № 6613  | Улица Юрия Никулина | Между съездом с улицы Новая Башиловка на Ленинградский проспект (в сторону области) и Петровско-Разумовской аллеей, к востоку от реконструированного футбольного стадиона «Динамо» |                 | Аэропорт                                                    |                                                 | Переименован на основании постановления Правительства Москвы от 16.01.2018 № 7-ПП, длина около 600 м |
| Проектируемый проезд № 6643  | Улица Семёнова-Тян-Шанского | Между проспектом Вернадского в створе Проектируемого проезда № 6640 и улицей Михаила Певцова (бывшим Проектируемым проездом № 6645), параллельно улице Удальцова |                 | Проспект Вернадского                                        |                                                 | На основании постановления Правительства Москвы от 20.02.2018 № 84-ПП, длина около 800 м, обслуживается НГПТ; тем же постановлением обслуживаемый НГПТ безымянный проезд длиной около 450 м между Проектируемыми проездами № 6643 и № 6645 был назван улицей Воейкова |
| Проектируемый проезд № 6645  | Улица Михаила Певцова | Между улицей Лобачевского и улицей Удальцова |                 | Проспект Вернадского                                        |                                                 | На основании постановления Правительства Москвы от 20.02.2018 № 84-ПП, длина около 1,1 км, обслуживается НГПТ |
| Проектируемый проезд № 6659  | Улица Лавриненко | От улицы Вертолётчиков в юго-восточном направлении в сторону озера Чёрное, далее в северо-восточном направлении, огибая с юга и с востока 13-й квартал микрорайона Люберецкие Поля |                 | Некрасовка                                                  |                                                 | Переименован на основании постановления Правительства Москвы от 16.01.2018 № 7-ПП, длина около 1 км, будет обслуживаться НГПТ |
| Проектируемый проезд № 6699  | Присоединён к Новокуркинскому шоссе | Между автомобильными развязками на 72-73 км МКАД и Новокуркинской эстакадой (с учётом длины эстакад и съездов общая длина более 2 км) |                 | Куркино                                                     |                                                 | На основании постановления Правительства Москвы от 10.11.2020 № 1926-ПП, на участке от Куркинского шоссе до Новокуркинской эстакады стало фактически два участка Новокуркинского шоссе: старый в направлении с юго-востока (от примыкания химкинской улицы Строителей к Куркинскому шоссе, восточная оконечность в Химках) на северо-запад, новый — с юга на север |
| Проектируемый проезд № 7014  | Улица Родченко | На бывшей территории завода имени Лихачёва, севернее МЦК, между набережной Марка Шагала (частью бывшего Проектируемого проезда № 4062) и улицей Архитектора Леонидова (бывшим Проектируемым проездом № 7019) |                 | Даниловский                                                 |                                                 | Переименован на основании постановления Правительства Москвы от 01.03.2016 № 60-ПП, строящийся; безымянному проезду, параллельному Проектируемым проездам № 7014 и № 7017, присвоено название «улица Татлина» |
| Проектируемый проезд № 7015  | Улица Архитектора Щусева | На бывшей территории завода имени Лихачёва, севернее МЦК, между улицей Льва Юдина и застройкой перед Автозаводской улицей (восточнее улицы Тюфелева Роща) |                 | Даниловский                                                 |                                                 | Переименован на основании постановления Правительства Москвы от 01.03.2016 № 60-ПП; параллельные безымянные проезды получили названия «улица Архитектора Гинзбурга» (ближайшая к набережной) и «улица Архитектора Голосова» |
| Проектируемый проезд № 7016  | Улица Архитектора Мельникова | На бывшей территории завода имени Лихачёва, севернее МЦК, между улицей Лисицкого и проспектом Лихачёва (частью бывшего Проектируемого проезда № 4965) |                 | Даниловский                                                 |                                                 | Переименован на основании постановления Правительства Москвы от 01.03.2016 № 60-ПП, частично строящийся |
| Проектируемый проезд № 7017  | Улица Лентулова | На бывшей территории завода имени Лихачёва, севернее МЦК, между набережной Марка Шагала (частью бывшего Проектируемого проезда № 4062) и бульваром Братьев Весниных (частью бывшего Проектируемого проезда № 7018) |                 | Даниловский                                                 |                                                 | Переименован на основании постановления Правительства Москвы от 01.03.2016 № 60-ПП, строящийся; параллельные проезду строящиеся безымянные проезды получили следующие названия (порядок перечисления соответствует движению по бульвару Братьев Весниных от примыкания улицы Лентулова в сторону МЦК): улица Варвары Степановой, улица Льва Юдина, улица Лисицкого (вдоль линии МЦК) |
| Проектируемый проезд № 7018  | Часть между Автозаводской улицей и проспектом Лихачёва (бывшим Проектируемым проездом № 4965) — Зиловский бульвар, южнее — бульвар Братьев Весниных (частично строящийся) | На бывшей территории завода имени Лихачёва, в основном севернее МЦК, между Автозаводской улицей (возле памятника И. А. Лихачёву) и берегом Москва-реки южнее Кожуховского ж/д моста (МЦК) |                 | Даниловский                                                 |                                                 | На основании постановлений Правительства Москвы от 01.08.2018 № 869-ПП (северная часть) и от 01.03.2016 № 60-ПП (южная часть), общая длина Зиловского бульвара около 600 м, бульвара Братьев Весниных — около 1,3 км, оба идут в юго-западном направлении от ТТК |
| Проектируемый проезд № 7019  | Улица Архитектора Леонидова | На бывшей территории завода имени Лихачёва, севернее МЦК, между улицей Лисицкого и проспектом Лихачёва (частью бывшего Проектируемого проезда № 4965), вдоль проектируемого парка Тюфелева Роща |                 | Даниловский                                                 |                                                 | Переименован на основании постановления Правительства Москвы от 01.03.2016 № 60-ПП |
| Проектируемый проезд № 7020  | Улица Братьев Рябушинских | На бывшей территории завода имени Лихачёва, севернее МЦК, между проспектом Лихачёва (бывшим Проектируемым проездом № 4965) в створе улицы Лисицкого и Трофимовской эстакадой ТТК |                 | Даниловский                                                 |                                                 | Переименован на основании постановления Правительства Москвы от 01.08.2018 № 869-ПП, длина около 700 м |
| Проектируемый проезд № 7022  | Улица Петра Кончаловского | На бывшей территории завода имени Лихачёва, южнее МЦК, от бульвара братьев Весниных в юго-восточном направлении, в створе улицы Ильи Чашника |                 | Даниловский                                                 |                                                 | Переименован на основании постановления Правительства Москвы от 01.08.2018 № 869-ПП, длина около 400 м |
| Проектируемый проезд № 7023  | Часть между улицей Лисицкого и Проектируемым проездом № 4062 — к набережной Марка Шагала (части бывшего Проектируемого проезда № 4062, строится, по завершении строительства её общая длина превысит 2,2 км) | На бывшей территории завода имени Лихачёва |                 | Даниловский                                                 |                                                 | На основании постановления Правительства Москвы от 01.08.2018 № 869-ПП, точное местоположение определить пока не удалось; в створе Проектируемого проезда № 4062 строится а/м мост через Новинковский затон Москва-реки |
| Проектируемый проезд № 7028  | Совместно с частью Проектируемого проезда № 1221 между Проектируемым проездом № 4965 и Проектируемым проездом № 7028 — улица Мустая Карима | Между проспектом Лихачёва (частью бывшего Проектируемого проезда № 4965) в районе Новинковского затона Москва-реки и наземным участком Замоскворецкой линии метро, вдоль наземного участка линии метро и вдоль территории автобусного парка до Проектируемого проезда № 4062 западнее Нагатинского моста                            |                 | Даниловский                                                 |                                                 | На основании постановления Правительства Москвы от 16.01.2018 № 7-ПП, общая длина около 1,3 км, обслуживается НГПТ; в постановлении также сказано о включении в состав улицы участка Проектируемого проезда № 4965 между Проектируемым проездом № 4062 и Проектируемым проездом № 1221, но местоположение этого участка проезда определить пока не удалось |